# Comuni della Germania per popolazione

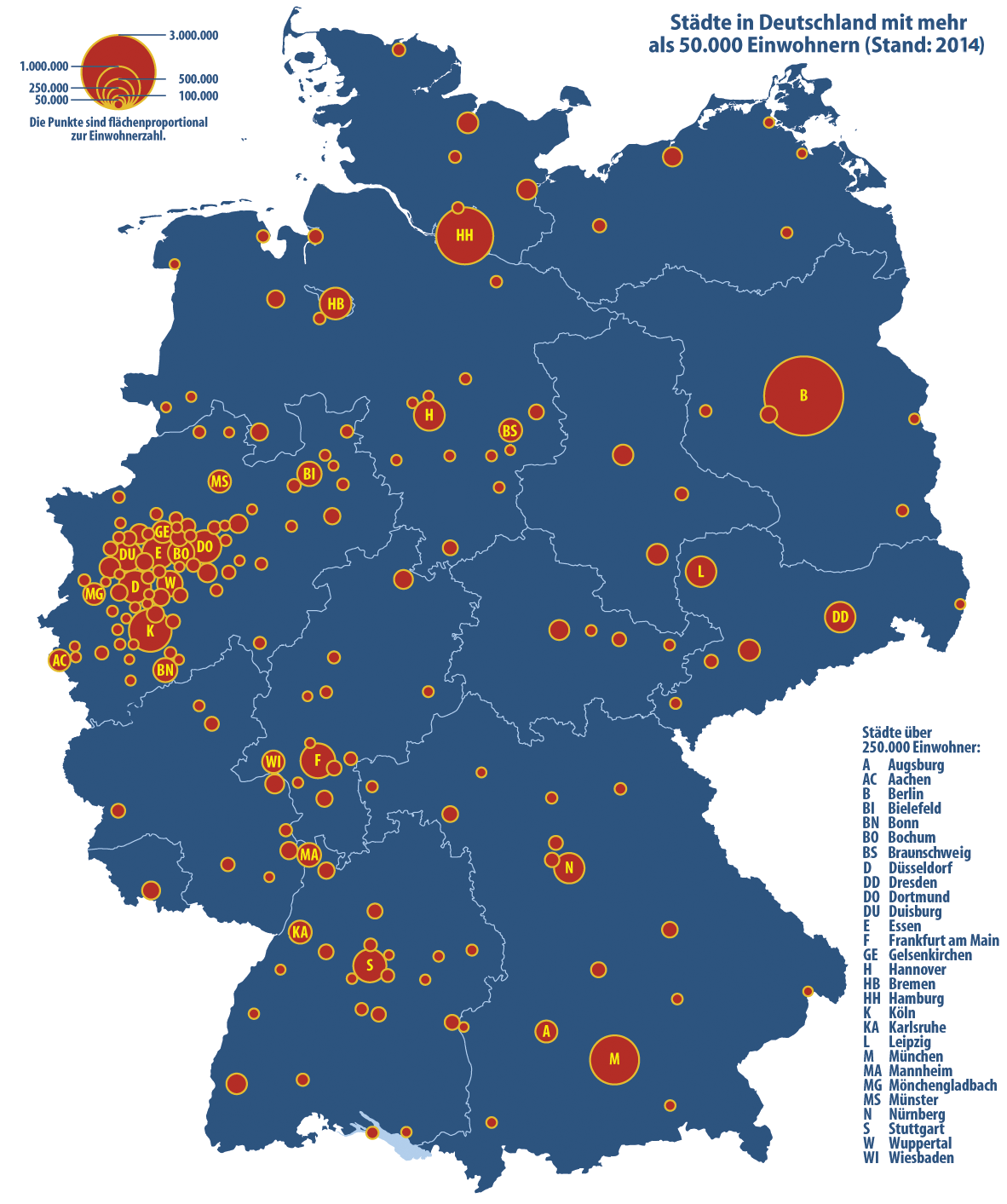
Città della Germania con almeno 50 000 abitanti, di grandezza proporzionale alla loro popolazione

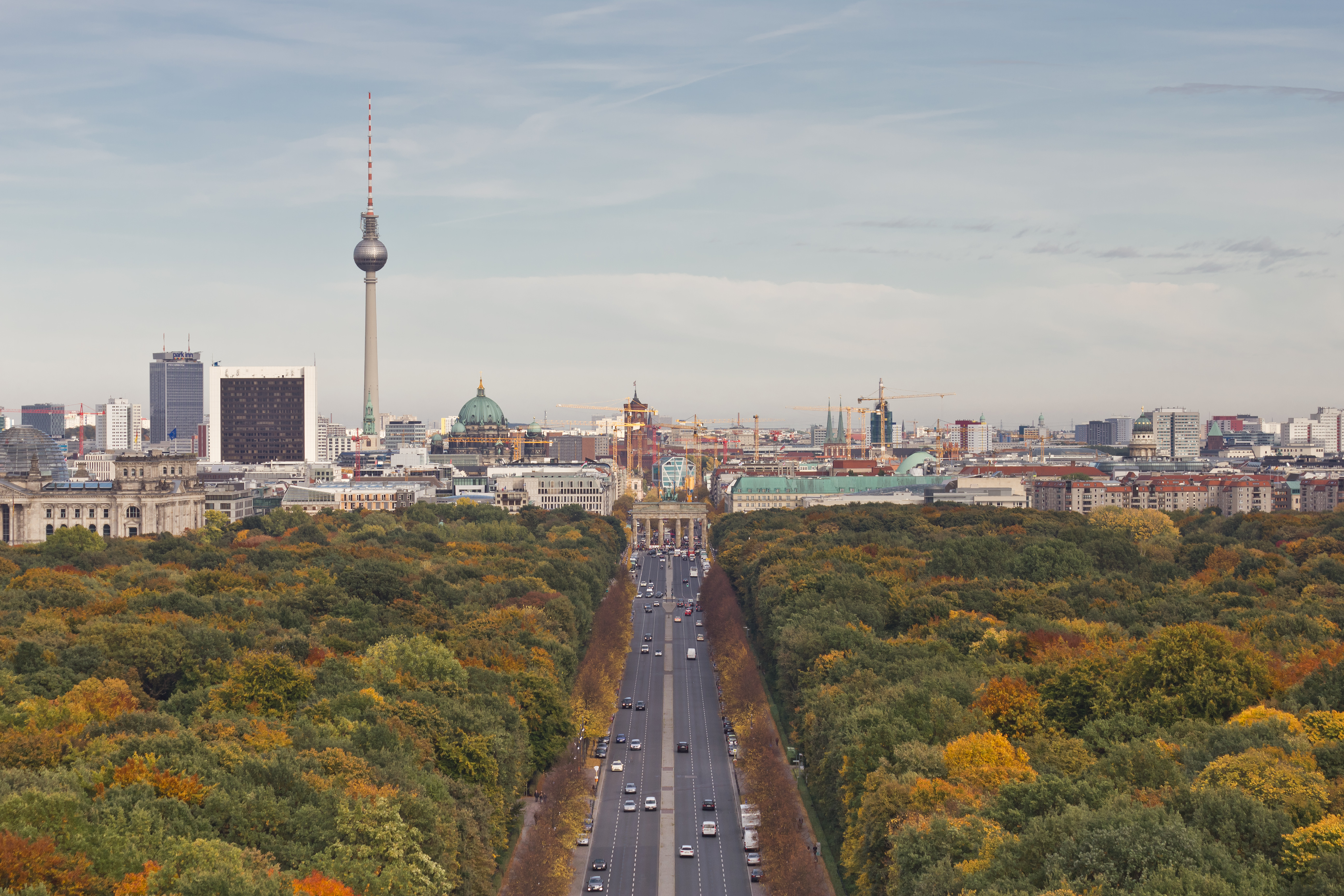
1. Berlino

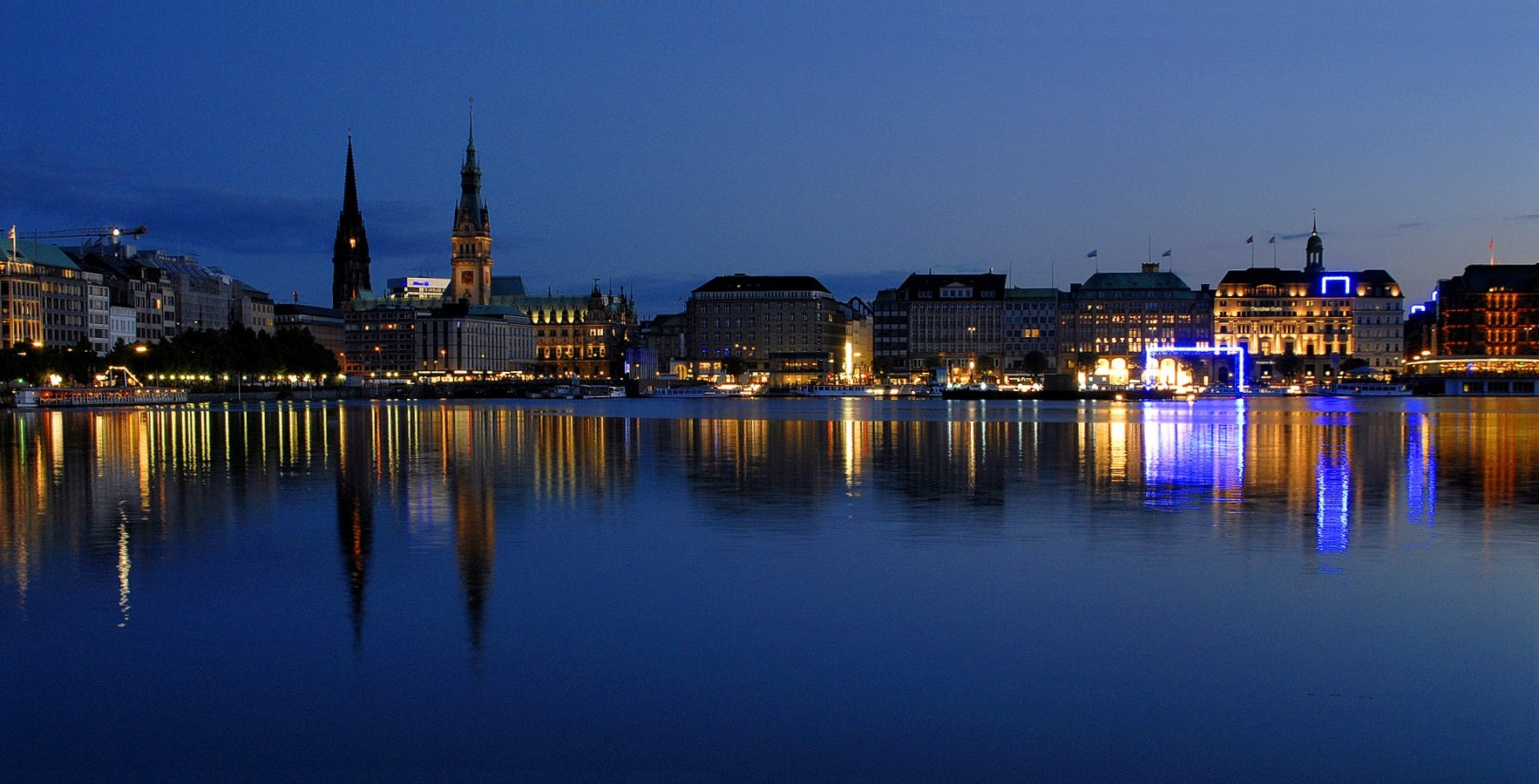
2. Amburgo

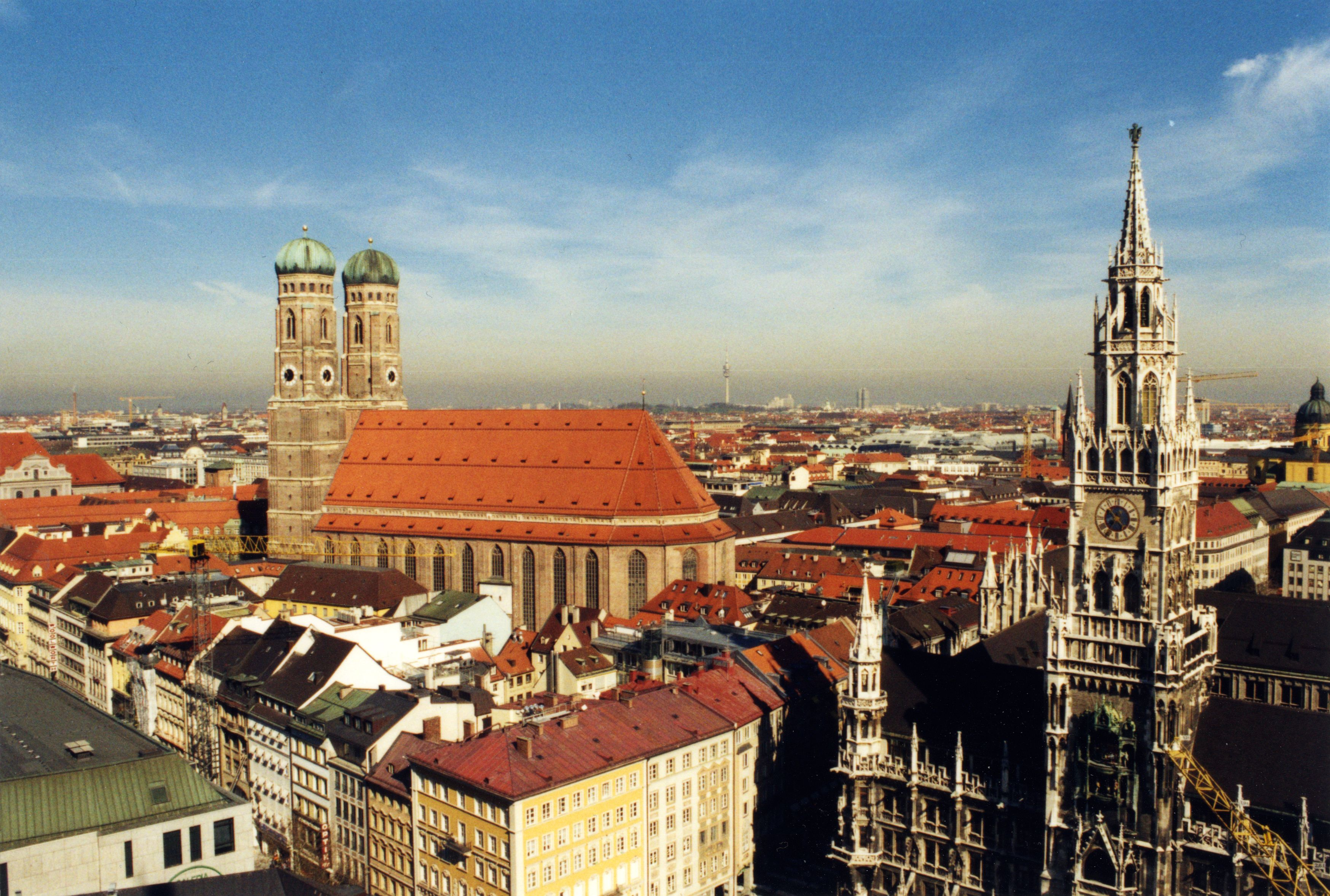
3. Monaco di Baviera

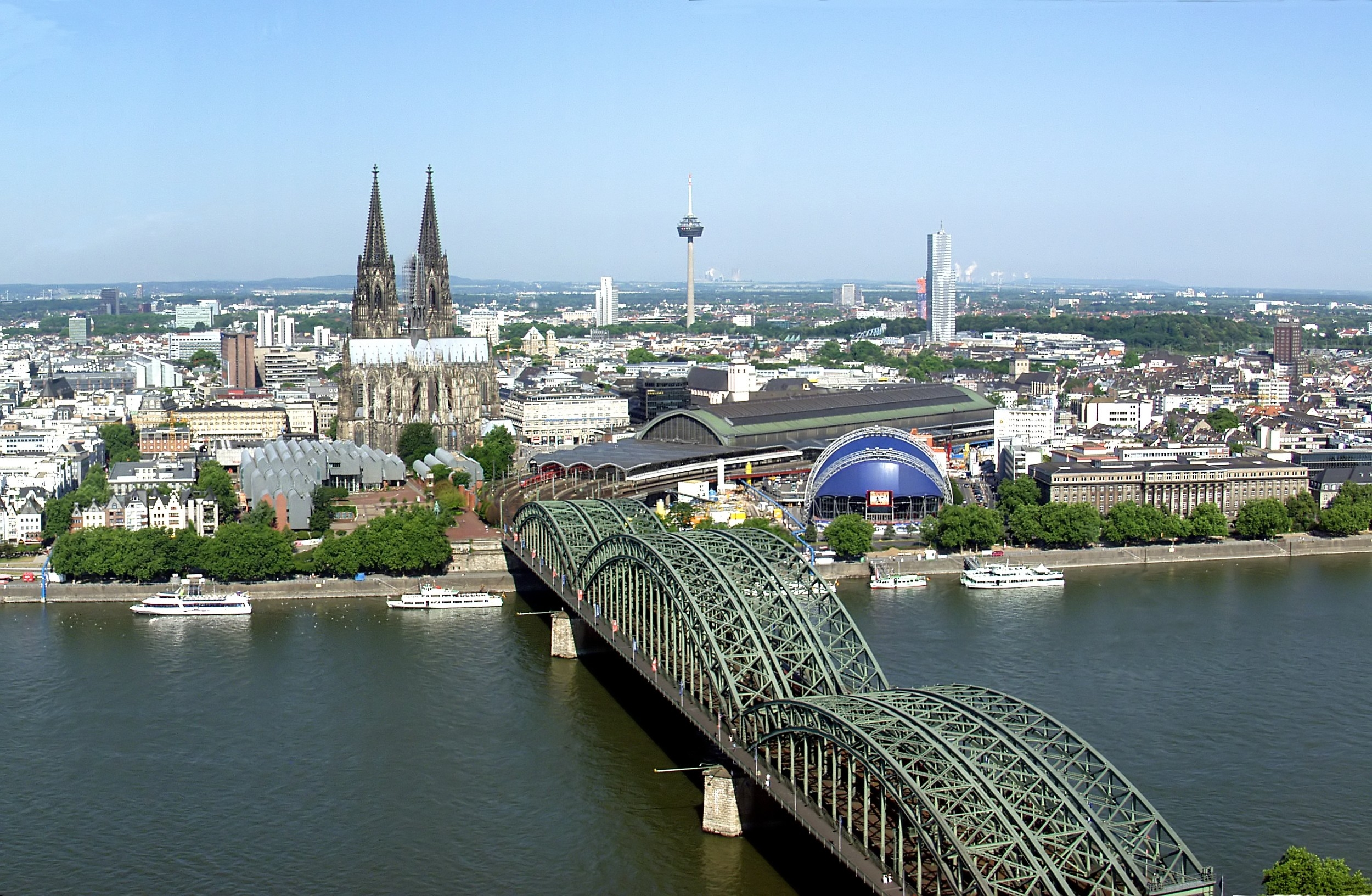
4. Colonia

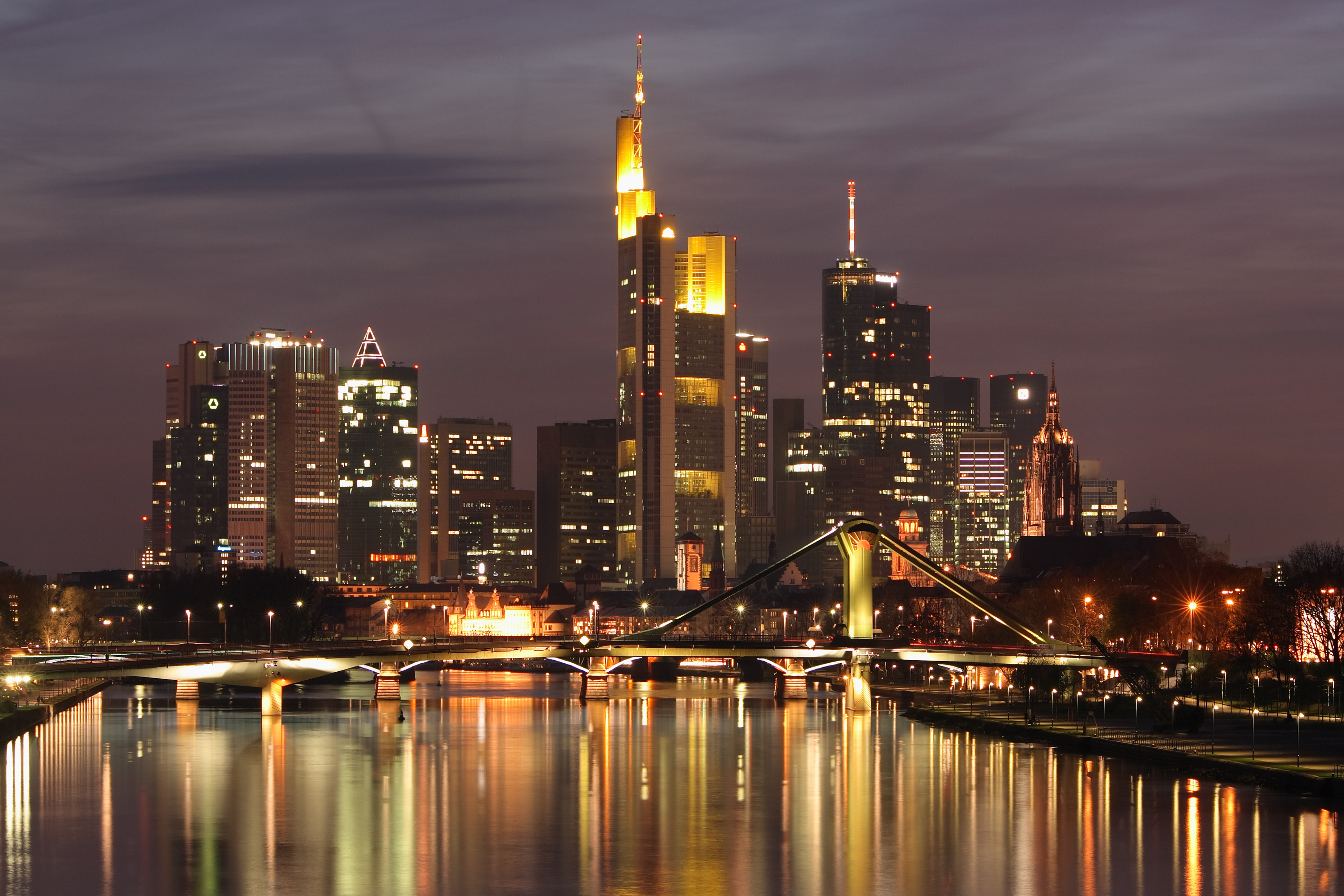
5. Francoforte sul Meno

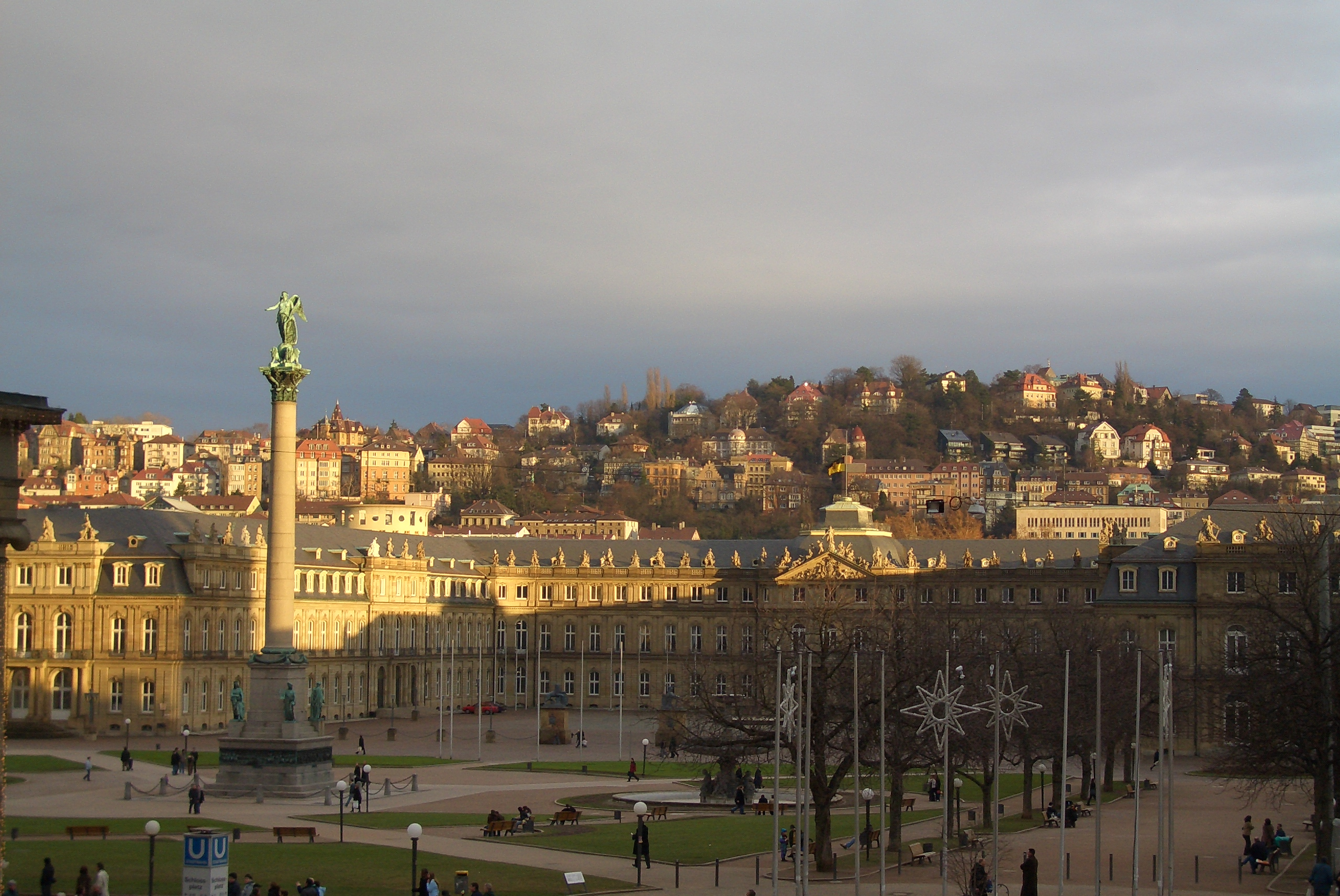
6. Stoccarda

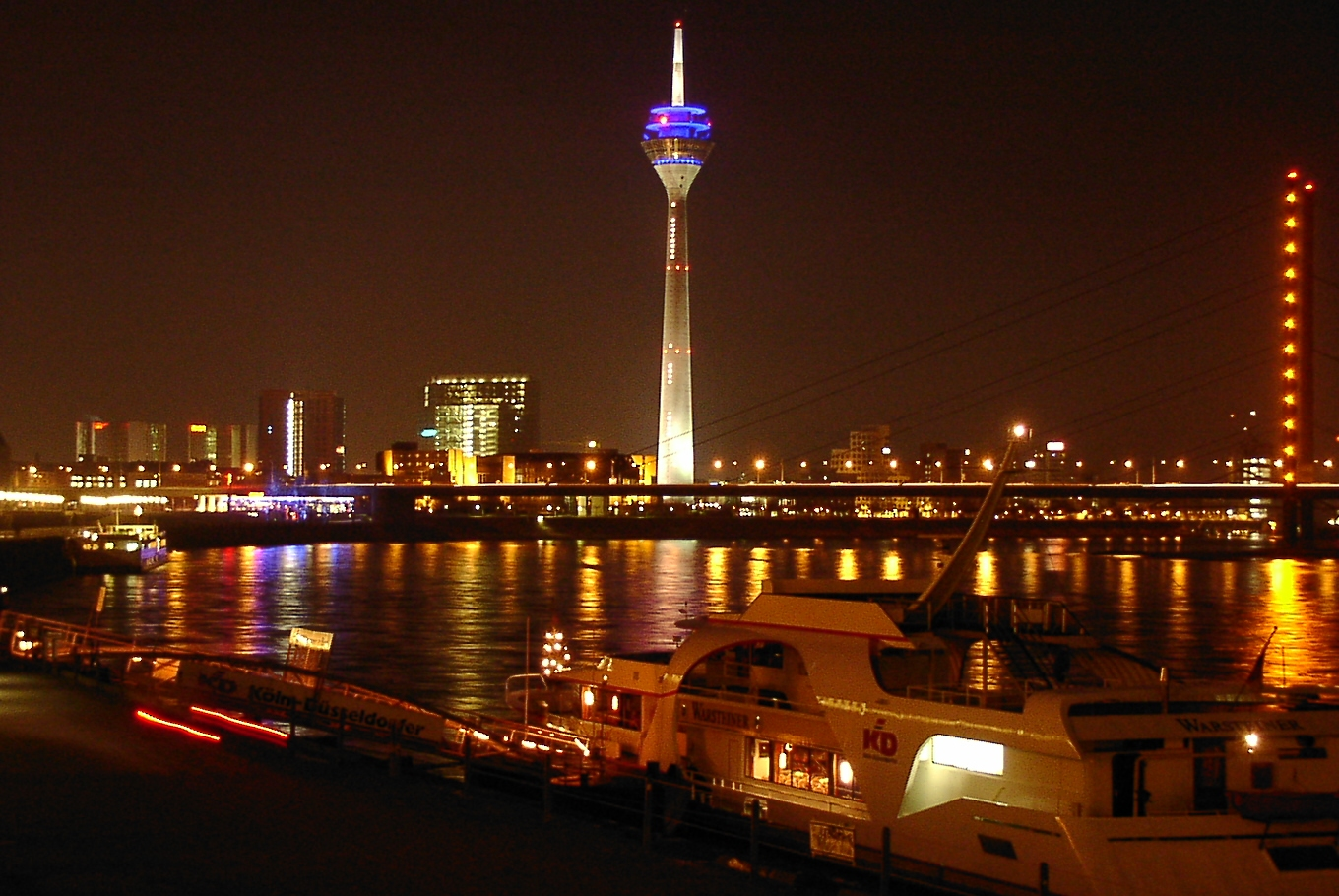
7. Düsseldorf

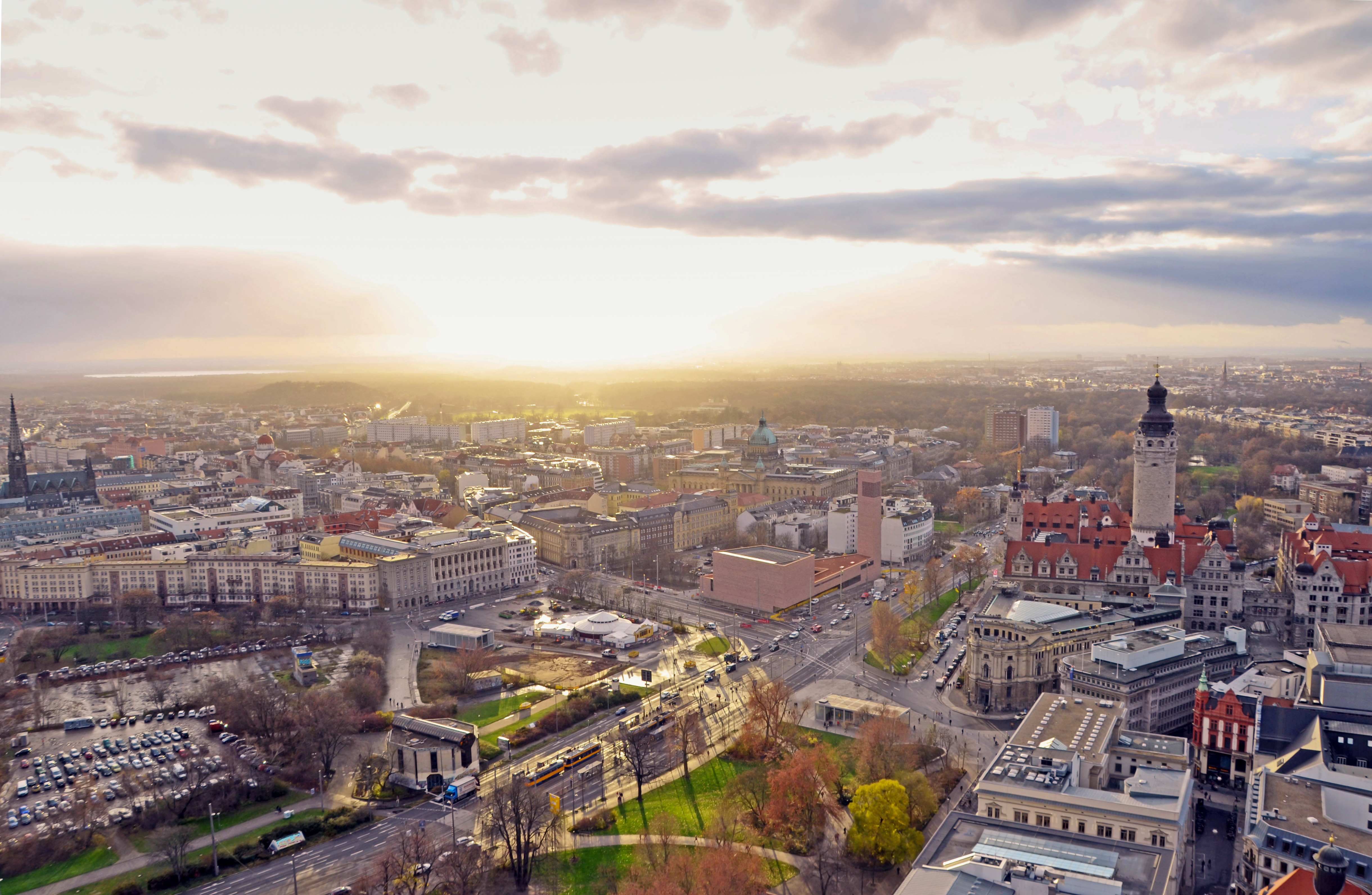
8. Lipsia

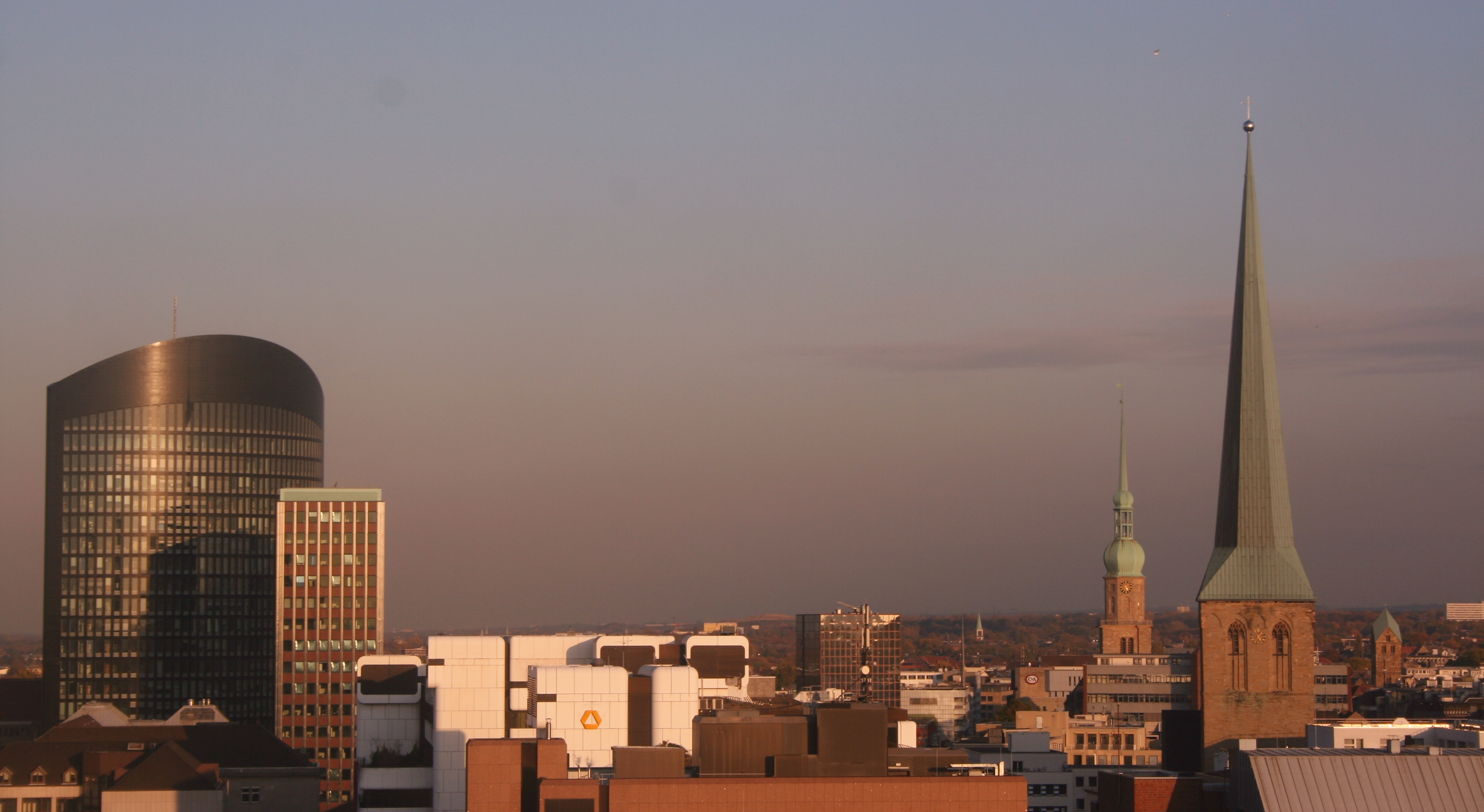
9. Dortmund

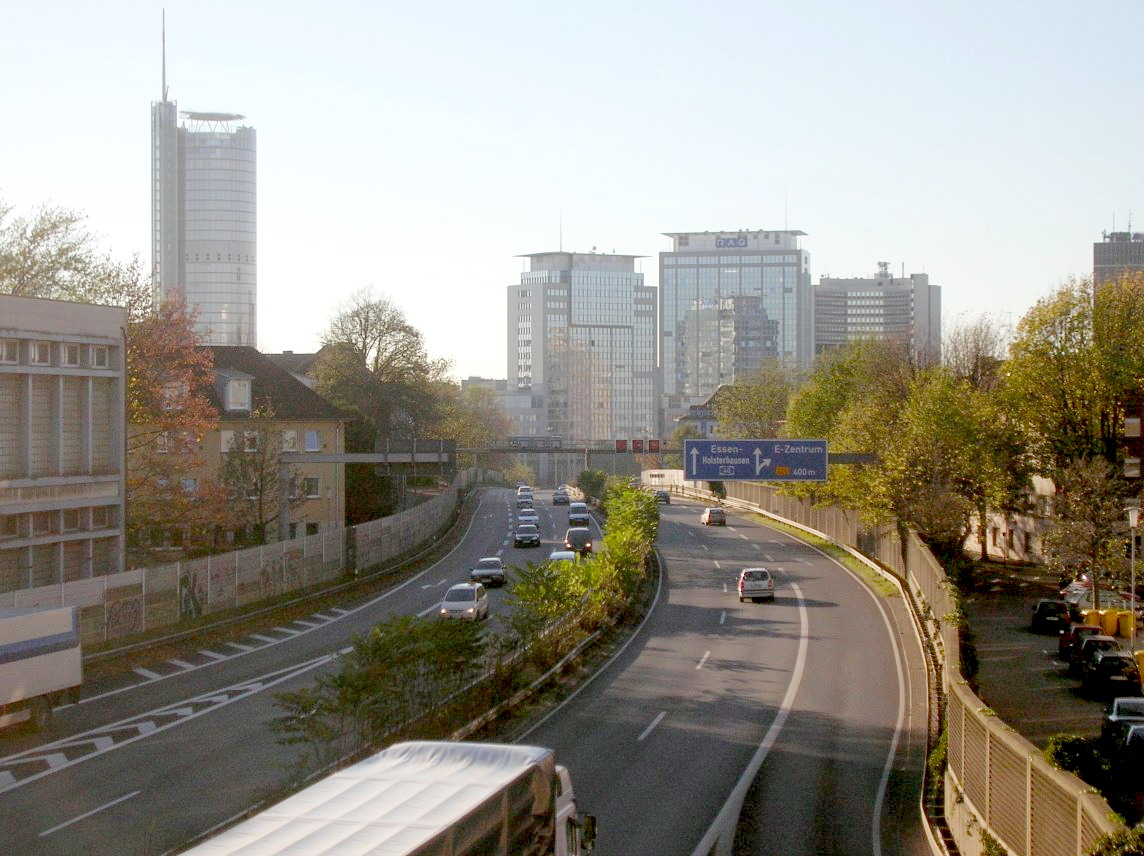
10. Essen

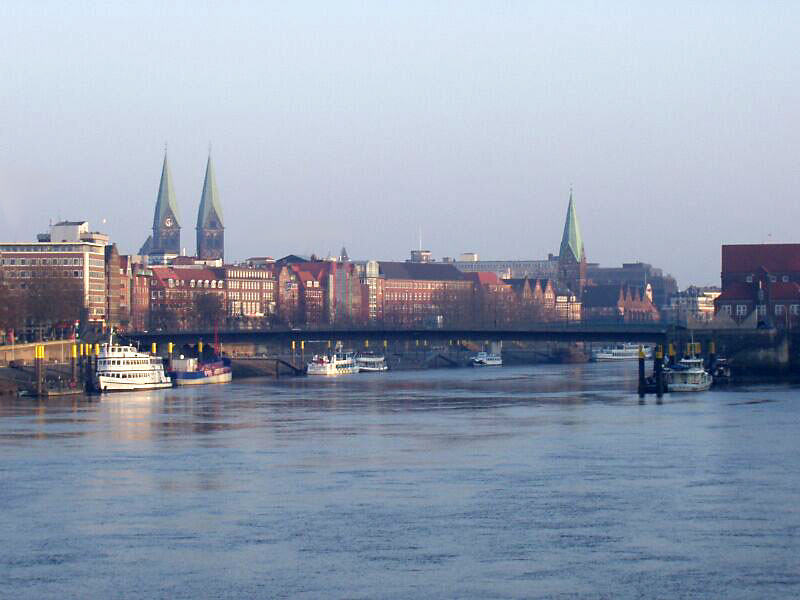
11. Brema

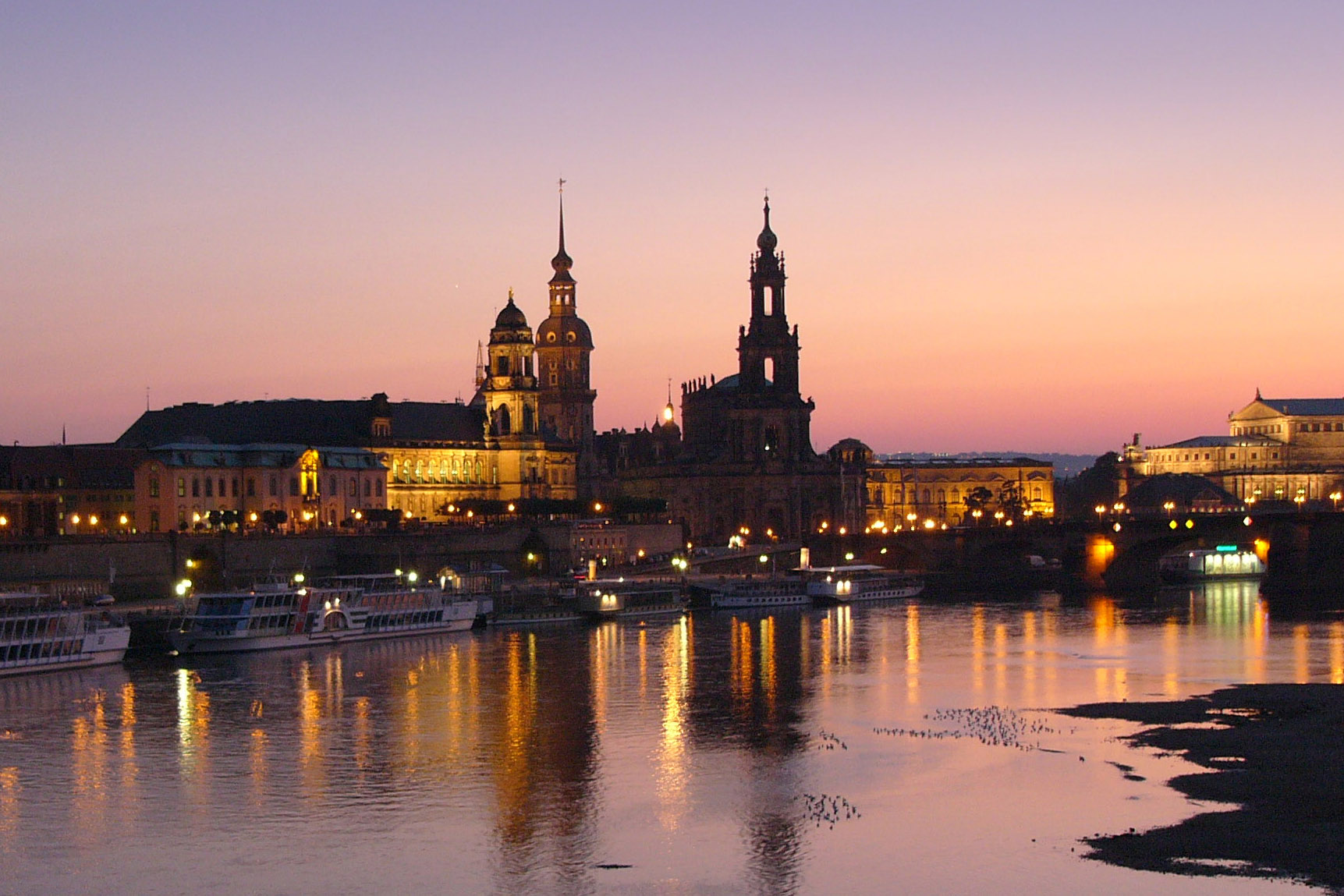
12. Dresda

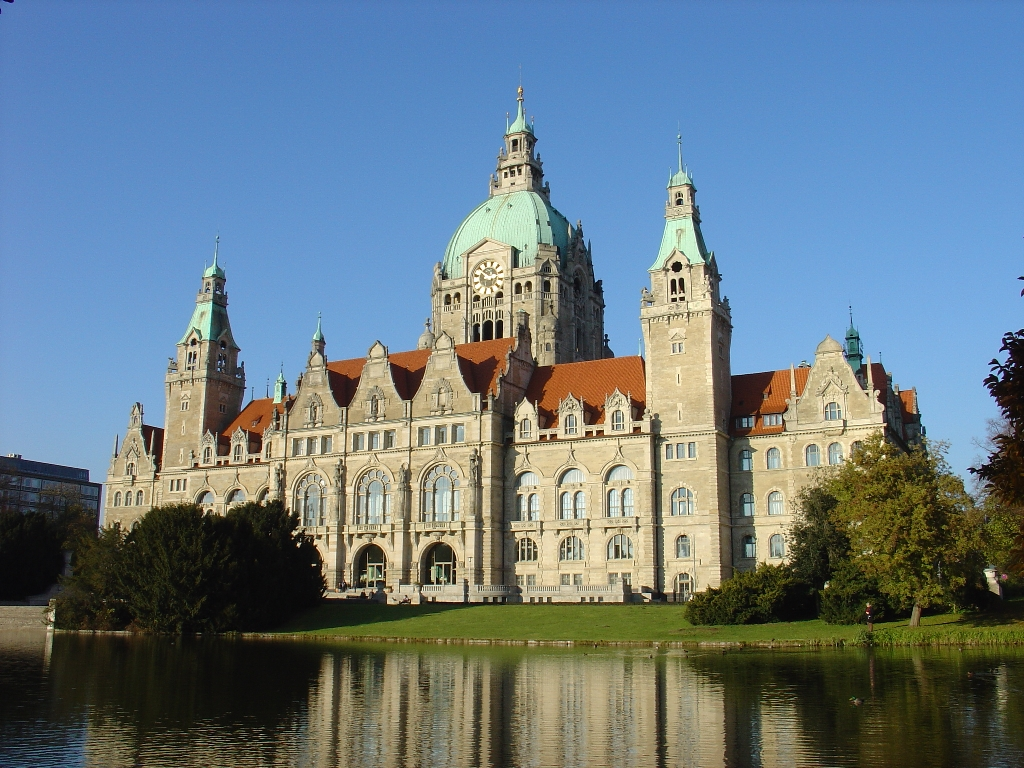
13. Hannover

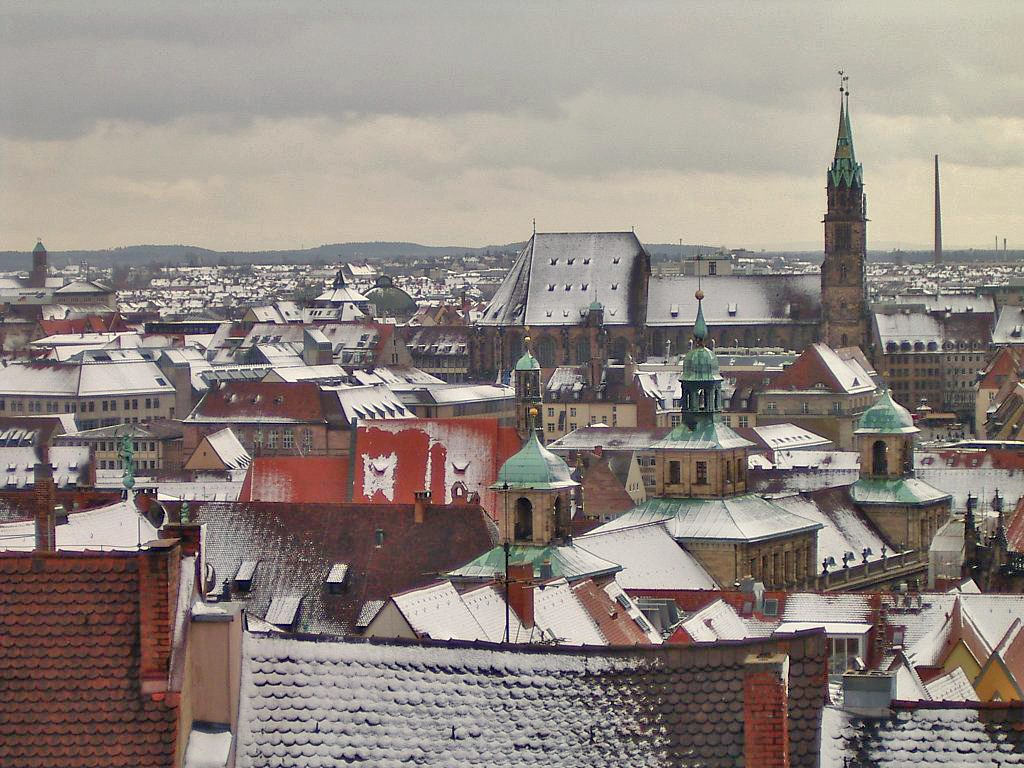
14. Norimberga

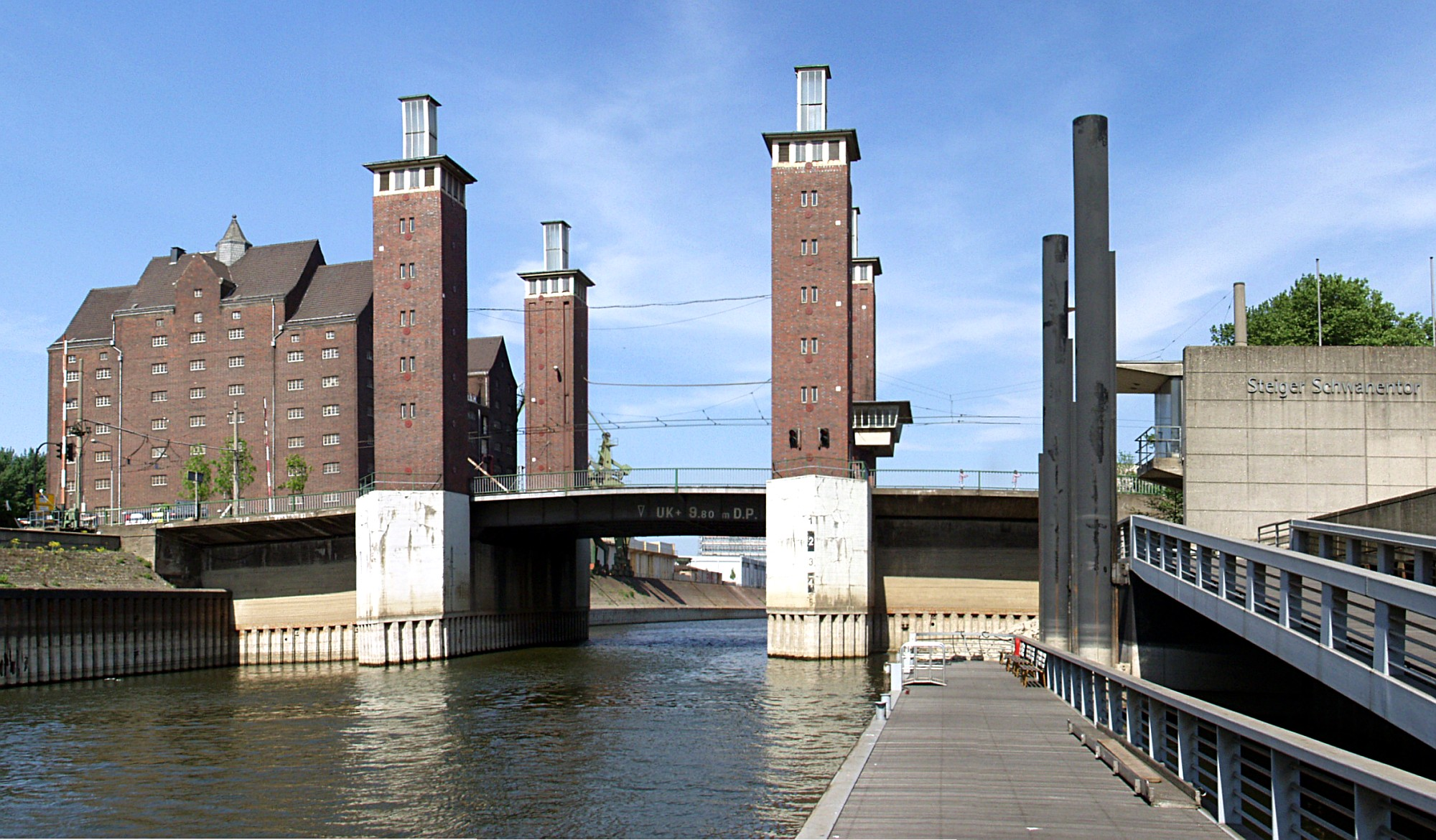
15. Duisburg

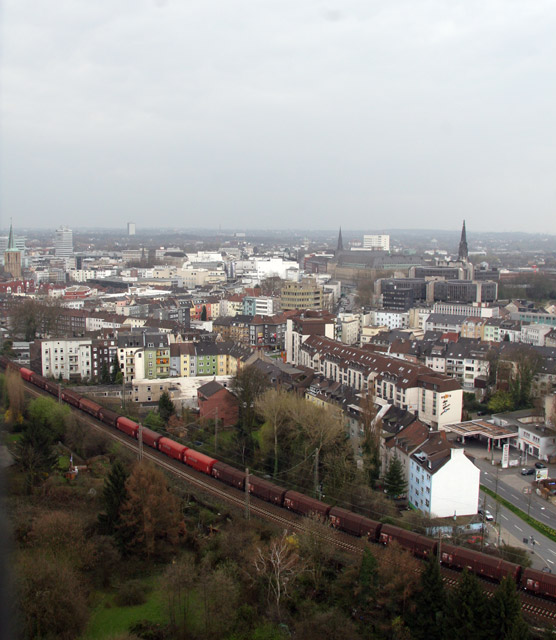
16. Bochum

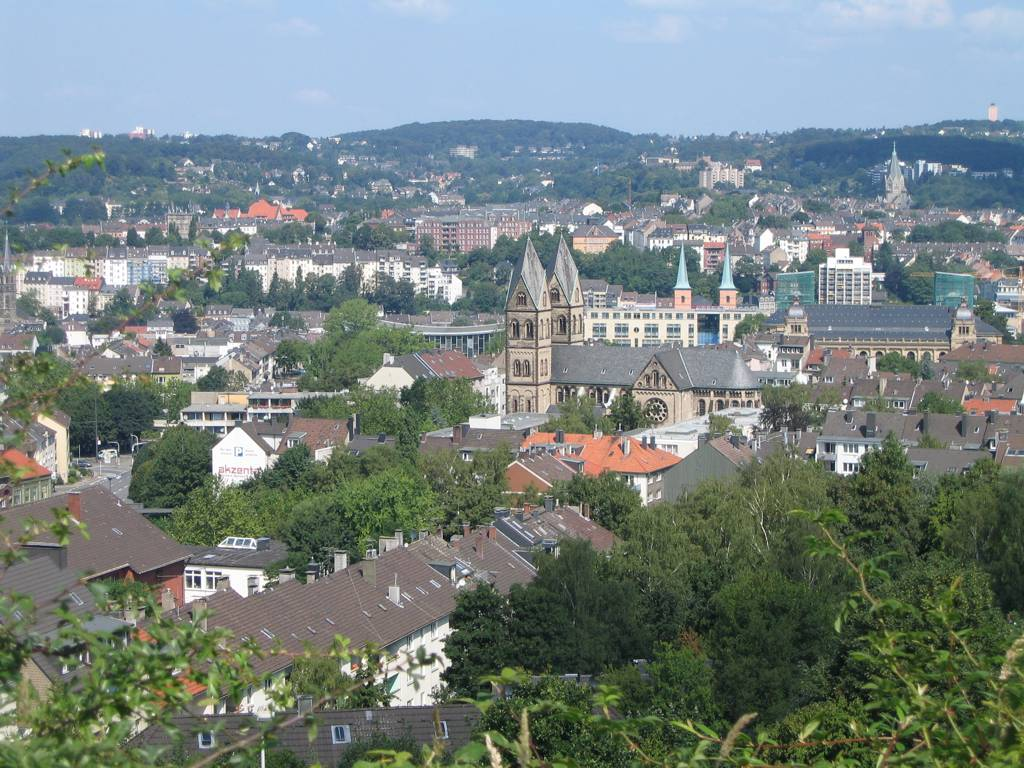
17. Wuppertal

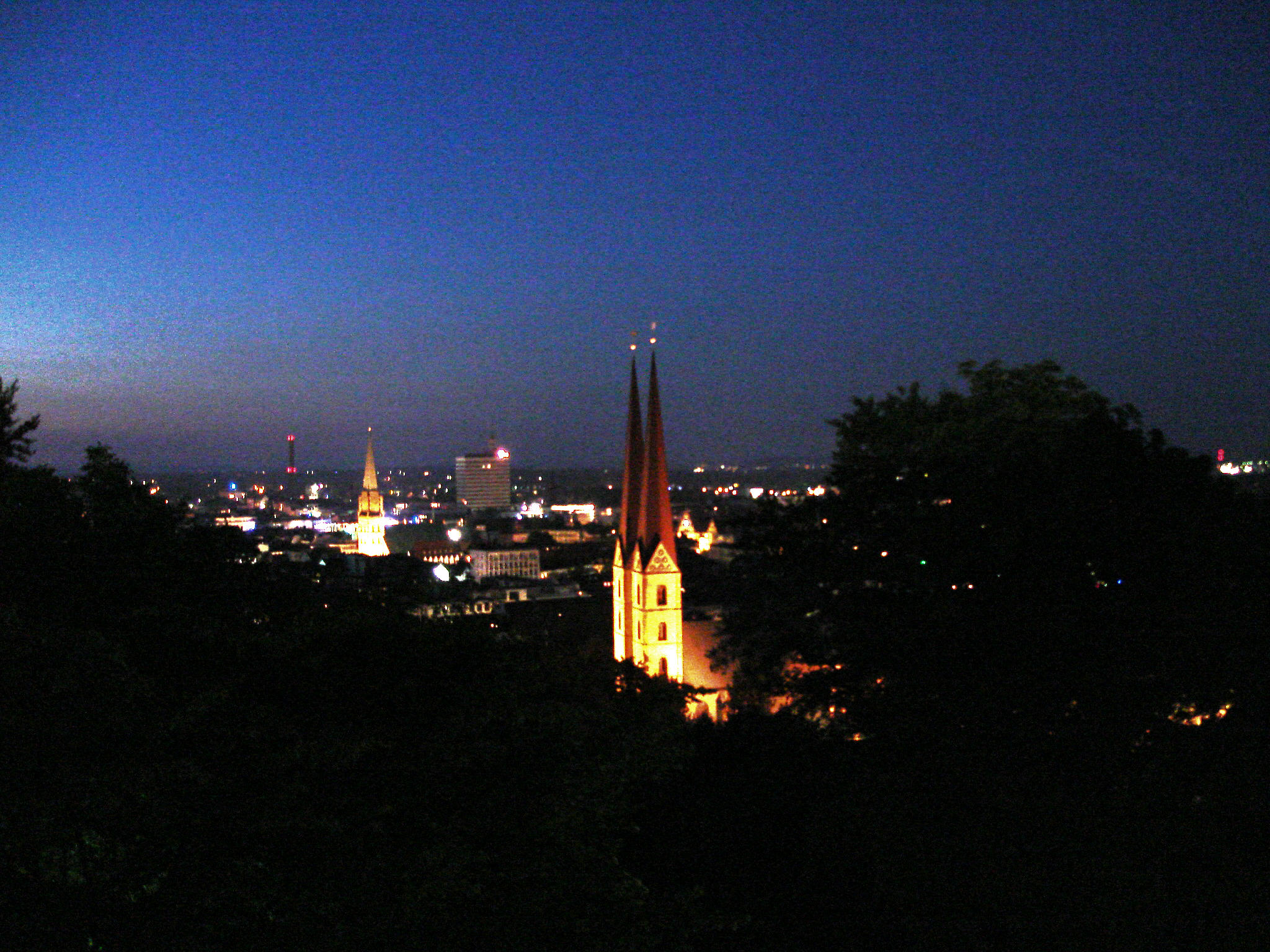
18. Bielefeld

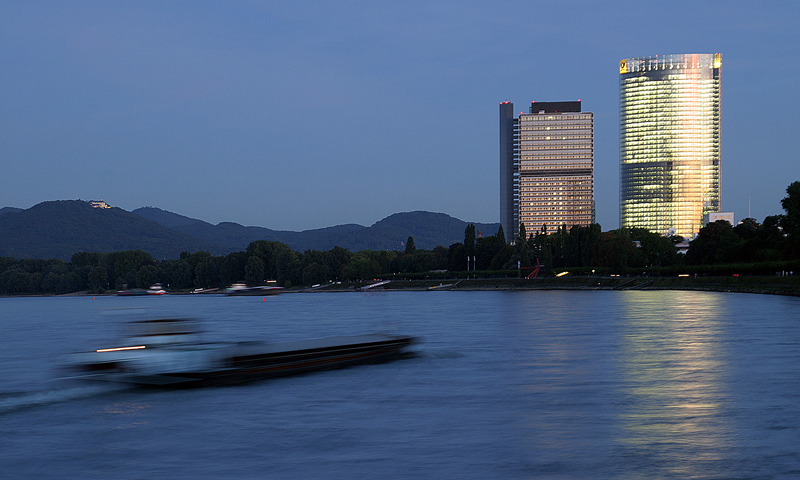
19. Bonn

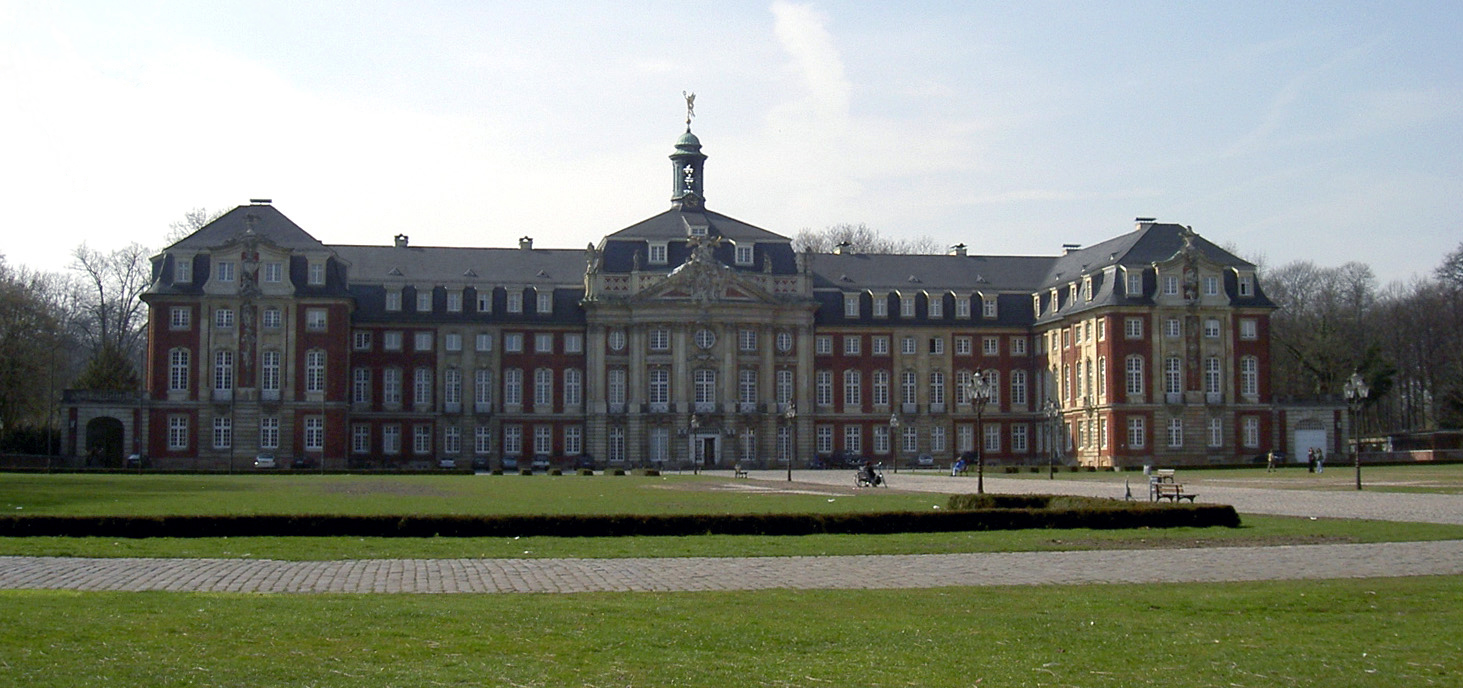
20. Münster

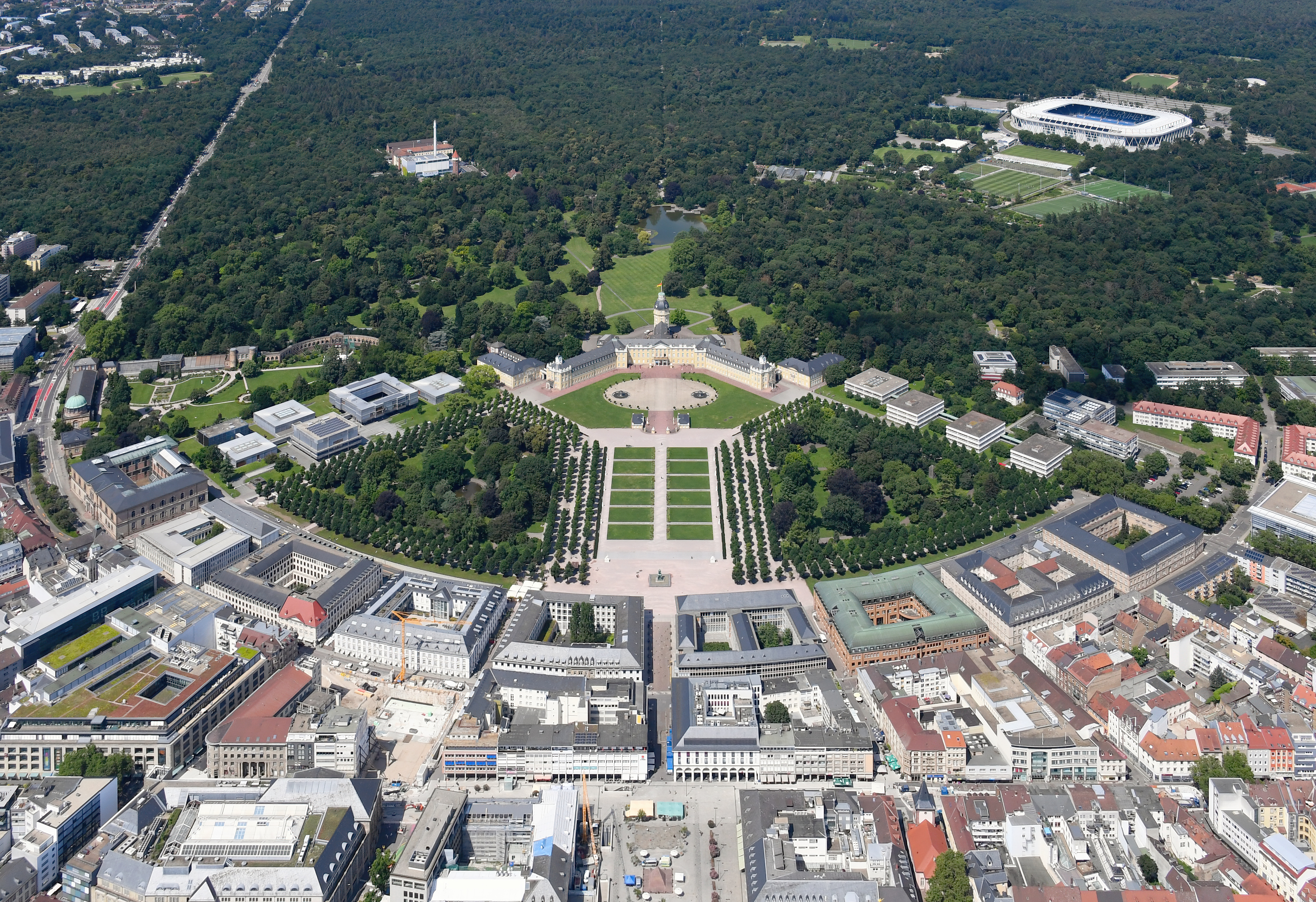
21. Karlsruhe

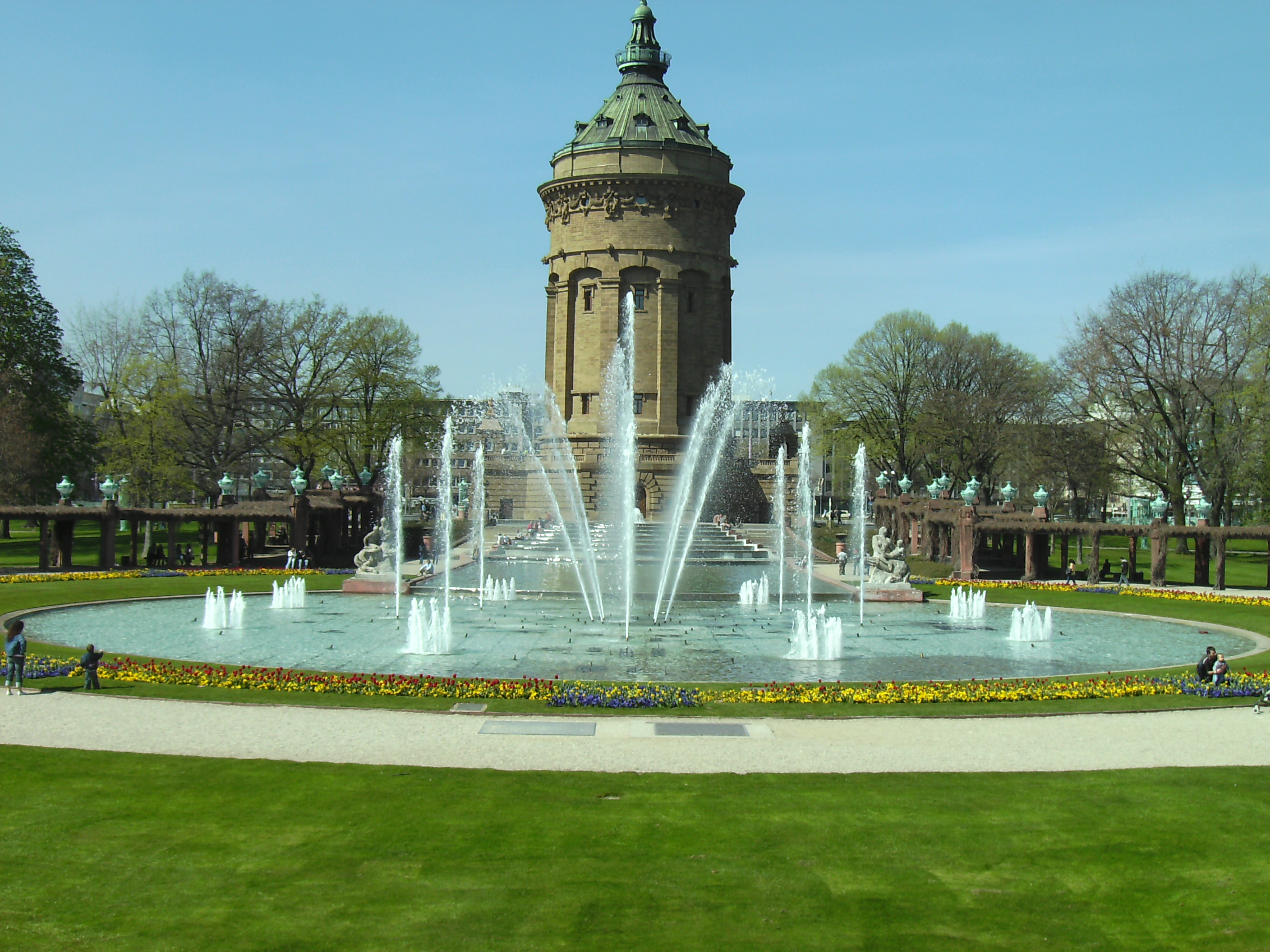
22. Mannheim

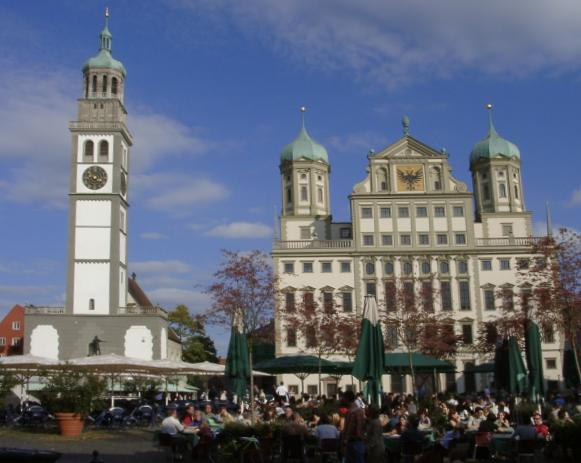
23. Augusta

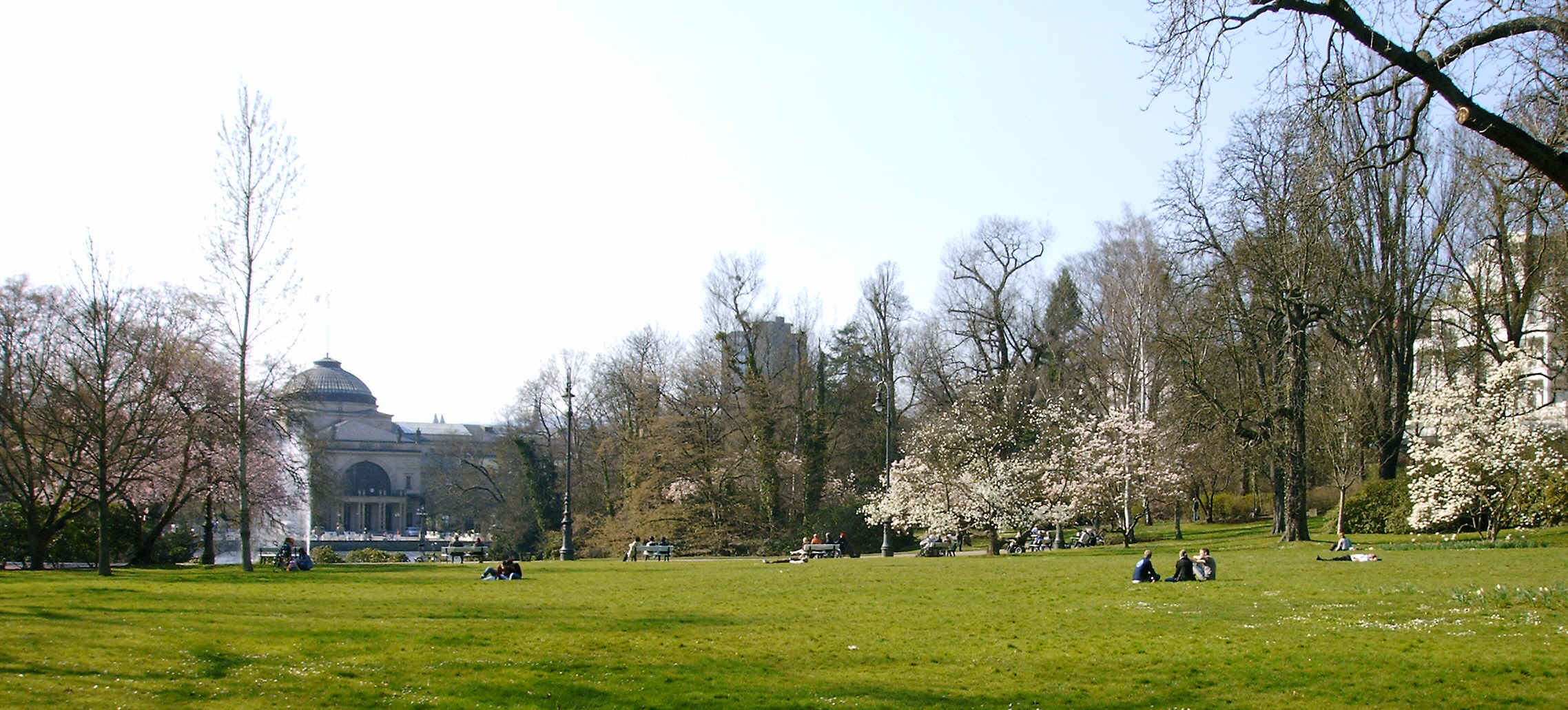
24. Wiesbaden

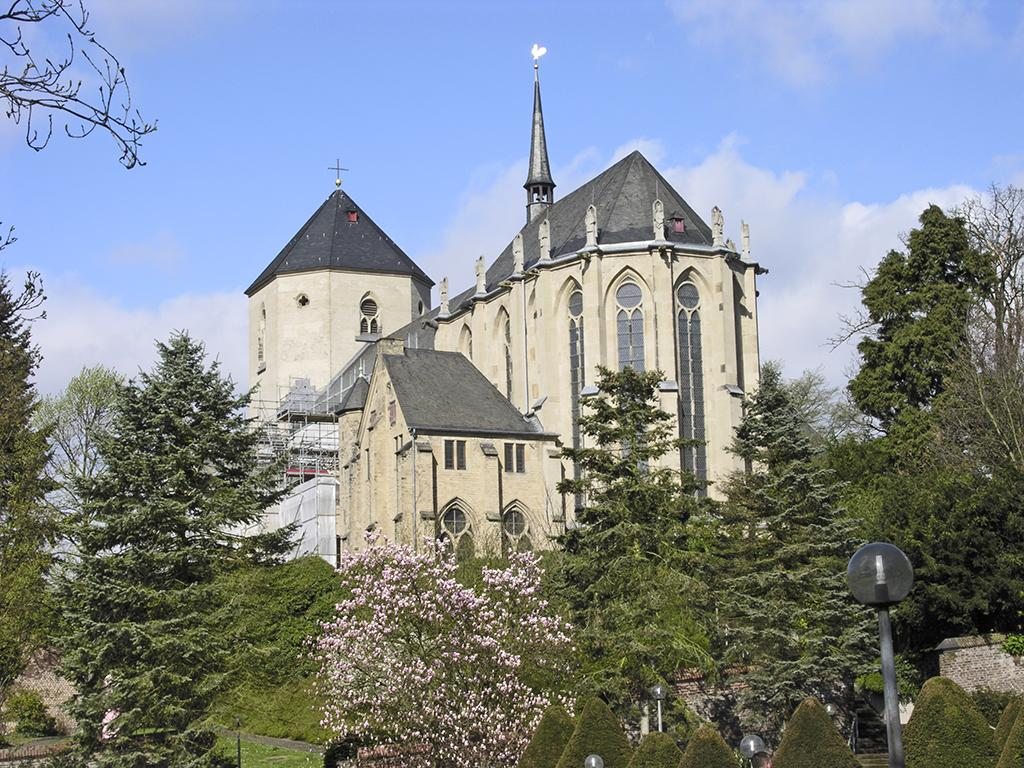
25. Mönchengladbach

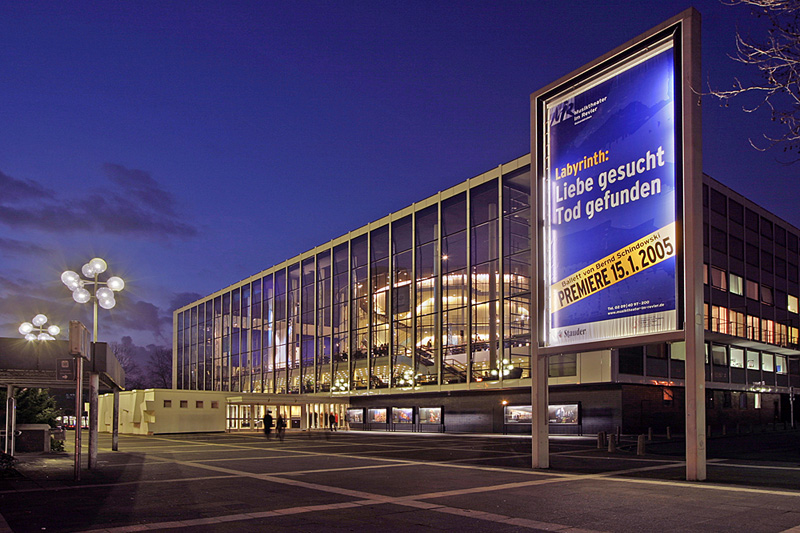
26. Gelsenkirchen

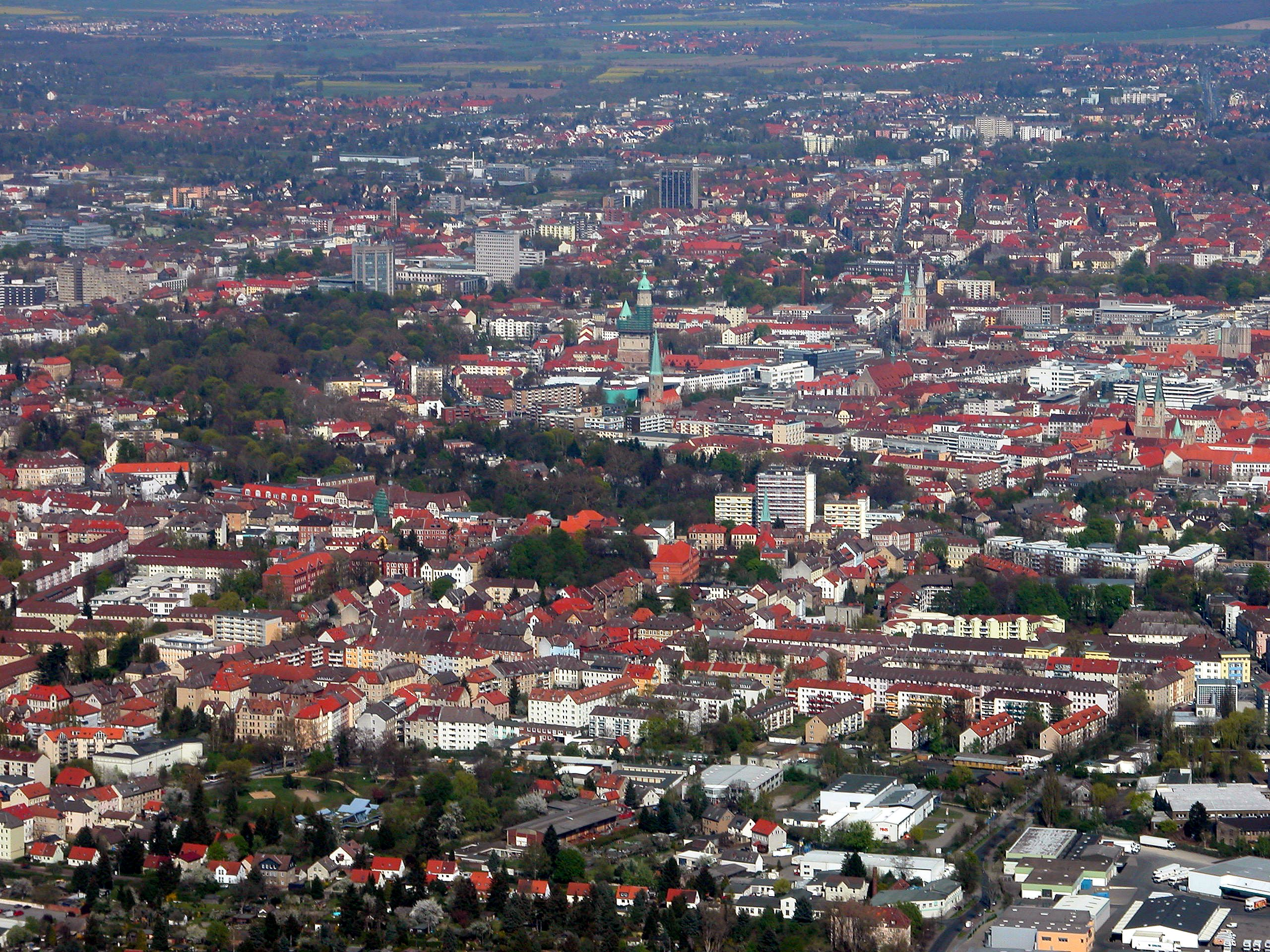
27. Braunschweig

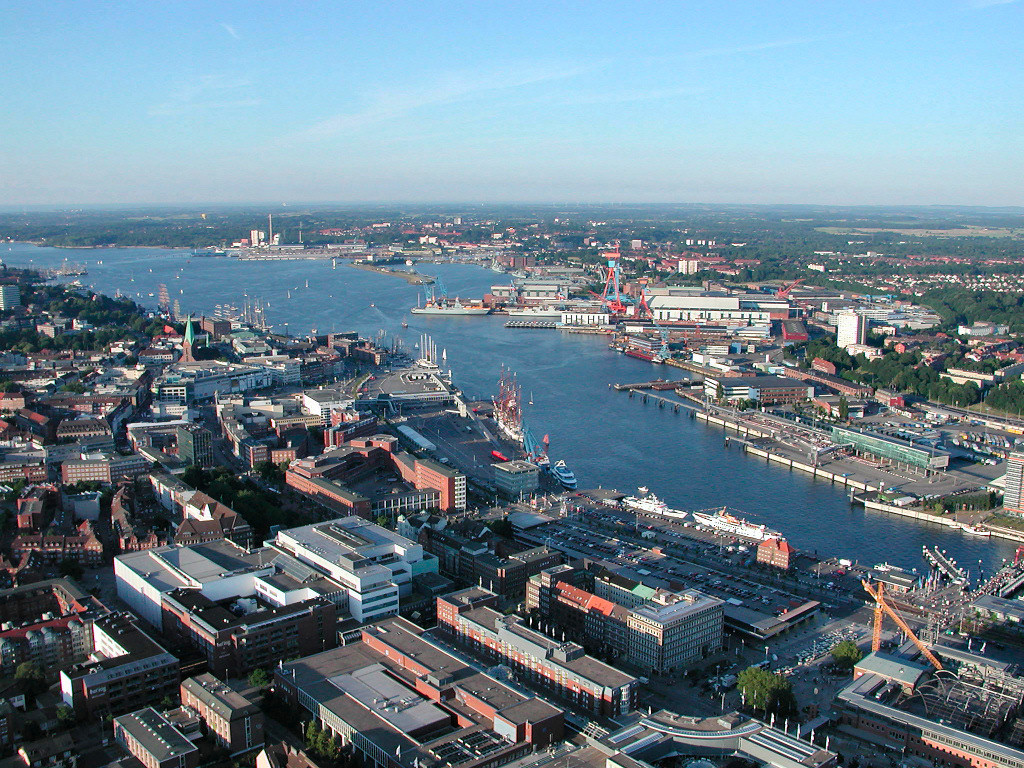
28. Kiel

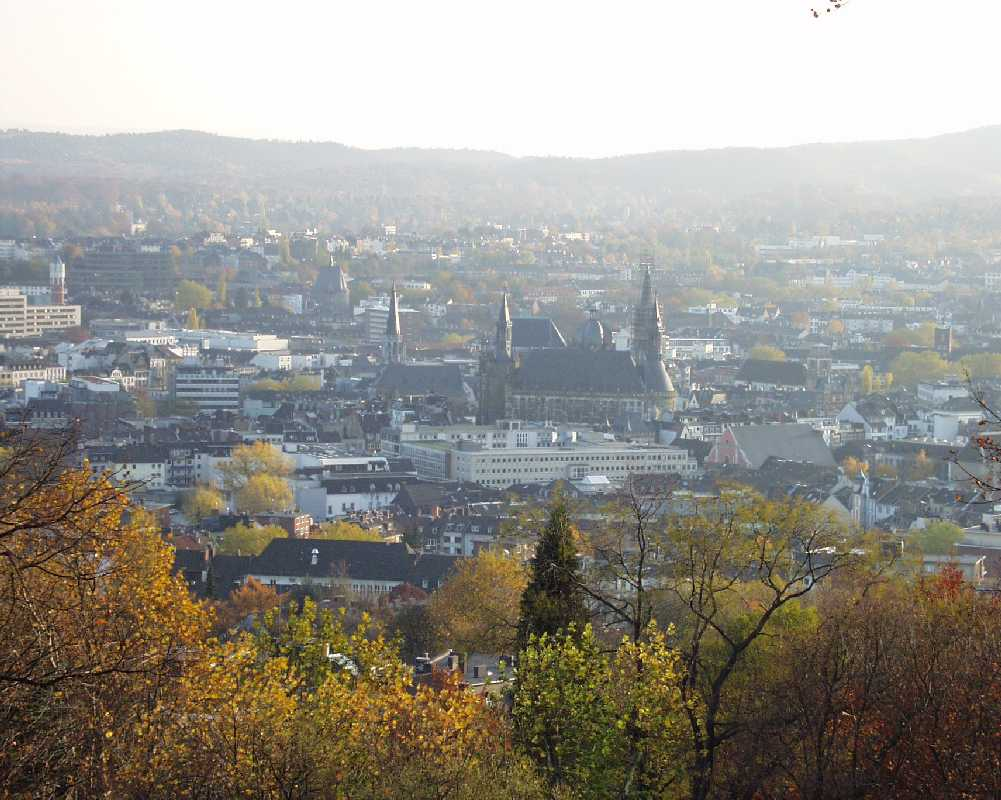
29. Aquisgrana

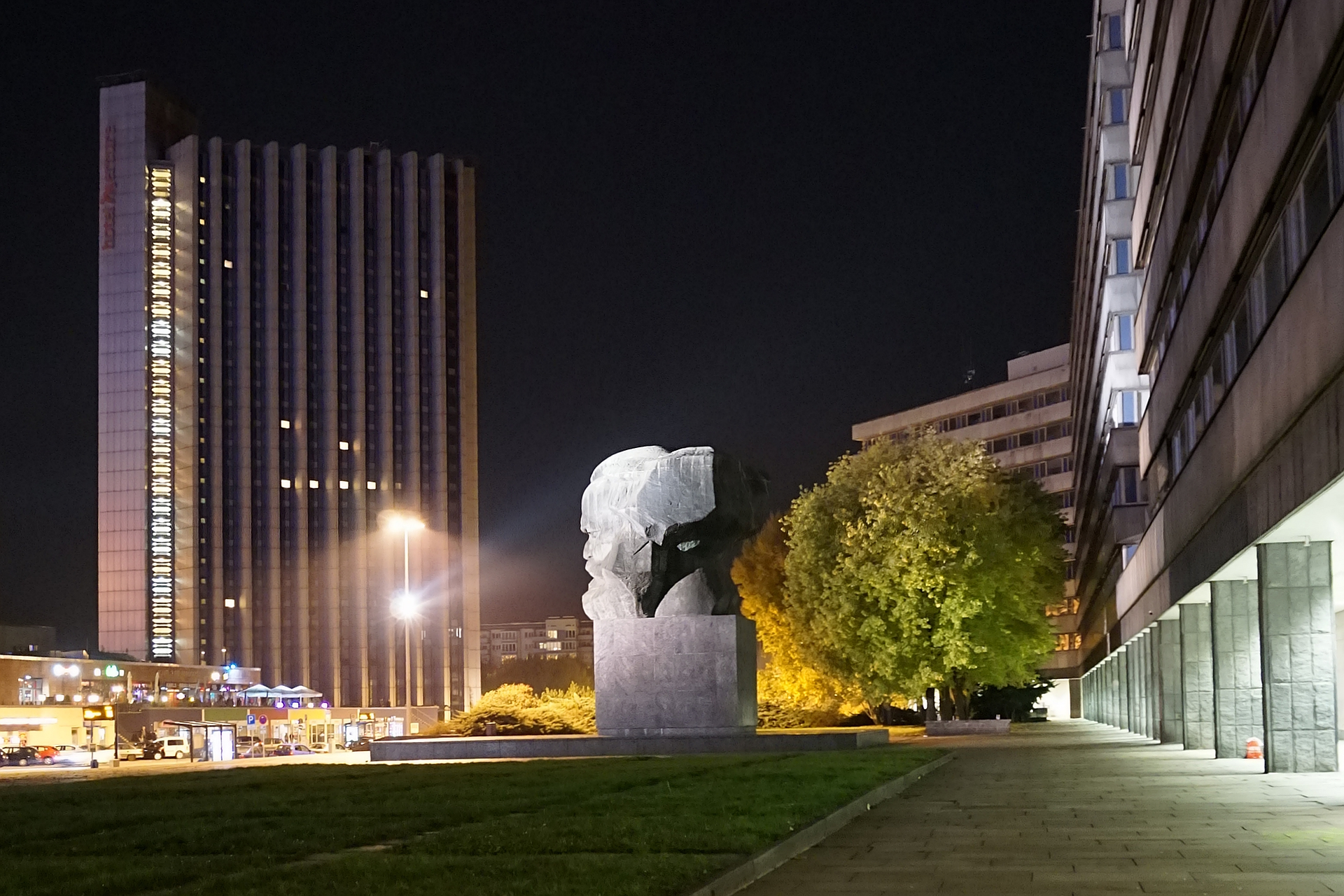
30. Chemnitz

Quello che segue è un elenco dei 191 comuni della Germania che superano i 50 000 abitanti; di questi, 81 hanno oltre 100 000 abitanti, 40 più di 200 000 e 14 superano il mezzo milione. È indicato anche il Land d'appartenenza della città; in grassetto sono indicate le capitali dei Land (oltre alle città-stato di Berlino e Amburgo). Ben 74 comuni della lista, cioè più del 40% dei totali, appartengono allo Stato della Renania Settentrionale-Vestfalia, una delle zone più popolate, industrializzate e ricche d'Europa.
I dati si riferiscono al 31 dicembre 2018.
| #   | Comune                     | Popolazione | Stato                            |
| --- | -------------------------- | ----------- | -------------------------------- |
| 1   | Berlino                    | 3.644.826   | Berlino                          |
| 2   | Amburgo                    | 1.841.179   | Amburgo                          |
| 3   | Monaco                     | 1.471.508   | Baviera                          |
| 4   | Colonia                    | 1.085.664   | Renania Settentrionale-Vestfalia |
| 5   | Francoforte sul Meno       | 753.056     | Assia                            |
| 6   | Stoccarda                  | 634.830     | Baden-Württemberg                |
| 7   | Düsseldorf                 | 619.294     | Renania Settentrionale-Vestfalia |
| 8   | Lipsia                     | 587.857     | Sassonia                         |
| 9   | Dortmund                   | 587.010     | Renania Settentrionale-Vestfalia |
| 10  | Essen                      | 583.109     | Renania Settentrionale-Vestfalia |
| 11  | Brema                      | 569.352     | Brema                            |
| 12  | Dresda                     | 554.649     | Sassonia                         |
| 13  | Hannover                   | 538.068     | Bassa Sassonia                   |
| 14  | Norimberga                 | 518.365     | Baviera                          |
| 15  | Duisburg                   | 498.590     | Renania Settentrionale-Vestfalia |
| 16  | Bochum                     | 364.628     | Renania Settentrionale-Vestfalia |
| 17  | Wuppertal                  | 354.382     | Renania Settentrionale-Vestfalia |
| 18  | Bielefeld                  | 333.786     | Renania Settentrionale-Vestfalia |
| 19  | Bonn                       | 327.258     | Renania Settentrionale-Vestfalia |
| 20  | Münster                    | 314.319     | Renania Settentrionale-Vestfalia |
| 21  | Karlsruhe                  | 313.092     | Baden-Württemberg                |
| 22  | Mannheim                   | 309.370     | Baden-Württemberg                |
| 23  | Augusta                    | 295.135     | Baviera                          |
| 24  | Wiesbaden                  | 278.342     | Assia                            |
| 25  | Mönchengladbach            | 261.454     | Renania Settentrionale-Vestfalia |
| 26  | Gelsenkirchen              | 260.654     | Renania Settentrionale-Vestfalia |
| 27  | Braunschweig               | 248.292     | Bassa Sassonia                   |
| 28  | Kiel                       | 247.548     | Schleswig-Holstein               |
| 29  | Aquisgrana                 | 247.380     | Renania Settentrionale-Vestfalia |
| 30  | Chemnitz                   | 247.237     | Sassonia                         |
| 31  | Halle (Saale)              | 239.257     | Sassonia-Anhalt                  |
| 32  | Magdeburgo                 | 238.697     | Sassonia-Anhalt                  |
| 33  | Friburgo in Brisgovia      | 230.241     | Baden-Württemberg                |
| 34  | Krefeld                    | 227.020     | Renania Settentrionale-Vestfalia |
| 35  | Lubecca                    | 217.198     | Schleswig-Holstein               |
| 36  | Magonza                    | 217.118     | Renania-Palatinato               |
| 37  | Erfurt                     | 213.699     | Turingia                         |
| 38  | Oberhausen                 | 210.829     | Renania Settentrionale-Vestfalia |
| 39  | Rostock                    | 208.886     | Meclemburgo-Pomerania Anteriore  |
| 40  | Kassel                     | 201.585     | Assia                            |
| 41  | Hagen                      | 188.814     | Renania Settentrionale-Vestfalia |
| 42  | Saarbrücken                | 180.741     | Saarland                         |
| 43  | Hamm                       | 179.111     | Renania Settentrionale-Vestfalia |
| 44  | Potsdam                    | 178.089     | Brandeburgo                      |
| 45  | Ludwigshafen am Rhein      | 171.061     | Renania-Palatinato               |
| 46  | Mülheim an der Ruhr        | 170.880     | Renania Settentrionale-Vestfalia |
| 47  | Oldenburg                  | 168.210     | Bassa Sassonia                   |
| 48  | Osnabrück                  | 164.748     | Bassa Sassonia                   |
| 49  | Leverkusen                 | 163.838     | Renania Settentrionale-Vestfalia |
| 50  | Heidelberg                 | 160.355     | Baden-Württemberg                |
| 51  | Solingen                   | 159.360     | Renania Settentrionale-Vestfalia |
| 52  | Darmstadt                  | 159.207     | Assia                            |
| 53  | Herne                      | 156.374     | Renania Settentrionale-Vestfalia |
| 54  | Neuss                      | 153.796     | Renania Settentrionale-Vestfalia |
| 55  | Ratisbona                  | 152.610     | Baviera                          |
| 56  | Paderborn                  | 150.580     | Renania Settentrionale-Vestfalia |
| 57  | Ingolstadt                 | 136.981     | Baviera                          |
| 58  | Offenbach am Main          | 128.744     | Assia                            |
| 59  | Würzburg                   | 127.880     | Baviera                          |
| 60  | Fürth                      | 127.748     | Baviera                          |
| 61  | Ulma                       | 126.329     | Baden-Württemberg                |
| 62  | Heilbronn                  | 125.960     | Baden-Württemberg                |
| 63  | Pforzheim                  | 125.542     | Baden-Württemberg                |
| 64  | Wolfsburg                  | 124.151     | Bassa Sassonia                   |
| 65  | Gottinga                   | 119.801     | Bassa Sassonia                   |
| 66  | Bottrop                    | 117.383     | Renania Settentrionale-Vestfalia |
| 67  | Reutlingen                 | 115.966     | Baden-Württemberg                |
| 68  | Coblenza                   | 114.024     | Renania-Palatinato               |
| 69  | Bremerhaven                | 113.634     | Brema                            |
| 70  | Recklinghausen             | 112.267     | Renania Settentrionale-Vestfalia |
| 71  | Bergisch Gladbach          | 111.966     | Renania Settentrionale-Vestfalia |
| 72  | Erlangen                   | 111.962     | Baviera                          |
| 73  | Jena                       | 111.407     | Turingia                         |
| 74  | Remscheid                  | 110.994     | Renania Settentrionale-Vestfalia |
| 75  | Treviri                    | 110.636     | Renania-Palatinato               |
| 76  | Salzgitter                 | 104.948     | Bassa Sassonia                   |
| 77  | Moers                      | 103.725     | Renania Settentrionale-Vestfalia |
| 78  | Siegen                     | 102.836     | Renania Settentrionale-Vestfalia |
| 79  | Hildesheim                 | 101.990     | Bassa Sassonia                   |
| 80  | Cottbus                    | 100.219     | Brandeburgo                      |
| 81  | Gütersloh                  | 100.194     | Renania Settentrionale-Vestfalia |
| 82  | Kaiserslautern             | 99.845      | Renania-Palatinato               |
| 83  | Witten                     | 96.563      | Renania Settentrionale-Vestfalia |
| 84  | Hanau                      | 96.023      | Assia                            |
| 85  | Schwerin                   | 95.818      | Meclemburgo-Pomerania Anteriore  |
| 86  | Gera                       | 94.152      | Turingia                         |
| 87  | Esslingen am Neckar        | 93.542      | Baden-Württemberg                |
| 88  | Ludwigsburg                | 93.499      | Baden-Württemberg                |
| 89  | Iserlohn                   | 92.666      | Renania Settentrionale-Vestfalia |
| 90  | Düren                      | 90.733      | Renania Settentrionale-Vestfalia |
| 91  | Tubinga                    | 90.546      | Baden-Württemberg                |
| 92  | Zwickau                    | 89.540      | Sassonia                         |
| 93  | Flensburgo                 | 89.504      | Schleswig-Holstein               |
| 94  | Gießen                     | 88.546      | Assia                            |
| 95  | Ratingen                   | 87.297      | Renania Settentrionale-Vestfalia |
| 96  | Lünen                      | 86.449      | Renania Settentrionale-Vestfalia |
| 97  | Villingen-Schwenningen     | 85.181      | Baden-Württemberg                |
| 98  | Costanza                   | 84.760      | Baden-Württemberg                |
| 99  | Marl                       | 83.941      | Renania Settentrionale-Vestfalia |
| 100 | Worms                      | 83.330      | Renania-Palatinato               |
| 101 | Velbert                    | 81.984      | Renania Settentrionale-Vestfalia |
| 102 | Minden                     | 81.682      | Renania Settentrionale-Vestfalia |
| 103 | Dessau-Roßlau              | 81.237      | Sassonia-Anhalt                  |
| 104 | Neumünster                 | 79.487      | Schleswig-Holstein               |
| 105 | Norderstedt                | 79.159      | Schleswig-Holstein               |
| 106 | Delmenhorst                | 77.607      | Bassa Sassonia                   |
| 107 | Bamberga                   | 77.592      | Baviera                          |
| 108 | Viersen                    | 76.905      | Renania Settentrionale-Vestfalia |
| 109 | Marburgo                   | 76.851      | Assia                            |
| 110 | Wilhelmshaven              | 76.278      | Bassa Sassonia                   |
| 111 | Rheine                     | 76.107      | Renania Settentrionale-Vestfalia |
| 112 | Gladbeck                   | 75.687      | Renania Settentrionale-Vestfalia |
| 113 | Luneburgo                  | 75.351      | Bassa Sassonia                   |
| 114 | Troisdorf                  | 74.903      | Renania Settentrionale-Vestfalia |
| 115 | Dorsten                    | 74.736      | Renania Settentrionale-Vestfalia |
| 116 | Bayreuth                   | 74.657      | Baviera                          |
| 117 | Detmold                    | 74.388      | Renania Settentrionale-Vestfalia |
| 118 | Arnsberg                   | 73.628      | Renania Settentrionale-Vestfalia |
| 119 | Castrop-Rauxel             | 73.425      | Renania Settentrionale-Vestfalia |
| 120 | Lüdenscheid                | 72.611      | Renania Settentrionale-Vestfalia |
| 121 | Landshut                   | 72.404      | Baviera                          |
| 122 | Brandeburgo sulla Havel    | 72.124      | Brandeburgo                      |
| 123 | Bocholt                    | 71.099      | Renania Settentrionale-Vestfalia |
| 124 | Aschaffenburg              | 70.527      | Baviera                          |
| 125 | Celle                      | 69.602      | Bassa Sassonia                   |
| 126 | Kempten (Allgäu)           | 68.907      | Baviera                          |
| 127 | Fulda                      | 68.586      | Assia                            |
| 128 | Aalen                      | 68.456      | Baden-Württemberg                |
| 129 | Lippstadt                  | 67.901      | Renania Settentrionale-Vestfalia |
| 130 | Dinslaken                  | 67.525      | Renania Settentrionale-Vestfalia |
| 131 | Herford                    | 66.608      | Renania Settentrionale-Vestfalia |
| 132 | Kerpen                     | 66.206      | Renania Settentrionale-Vestfalia |
| 133 | Rüsselsheim am Main        | 65.440      | Assia                            |
| 134 | Weimar                     | 65.090      | Turingia                         |
| 135 | Plauen                     | 64.931      | Sassonia                         |
| 136 | Sindelfingen               | 64.858      | Baden-Württemberg                |
| 137 | Neuwied                    | 64.574      | Renania-Palatinato               |
| 138 | Dormagen                   | 64.335      | Renania Settentrionale-Vestfalia |
| 139 | Neubrandenburg             | 64.086      | Meclemburgo-Pomerania Anteriore  |
| 140 | Grevenbroich               | 63.620      | Renania Settentrionale-Vestfalia |
| 141 | Rosenheim                  | 63.324      | Baviera                          |
| 142 | Herten                     | 61.791      | Renania Settentrionale-Vestfalia |
| 143 | Bergheim                   | 61.612      | Renania Settentrionale-Vestfalia |
| 144 | Schwäbisch Gmünd           | 61.186      | Baden-Württemberg                |
| 145 | Friedrichshafen            | 60.865      | Baden-Württemberg                |
| 146 | Garbsen                    | 60.754      | Bassa Sassonia                   |
| 147 | Wesel                      | 60.357      | Renania Settentrionale-Vestfalia |
| 148 | Hürth                      | 60.189      | Renania Settentrionale-Vestfalia |
| 149 | Offenburg                  | 59.646      | Baden-Württemberg                |
| 150 | Stralsund                  | 59.421      | Meclemburgo-Pomerania Anteriore  |
| 151 | Greifswald                 | 59.382      | Meclemburgo-Pomerania Anteriore  |
| 152 | Langenfeld (Rheinland)     | 58.927      | Renania Settentrionale-Vestfalia |
| 153 | Nuova Ulma                 | 58.707      | Baviera                          |
| 154 | Unna                       | 58.633      | Renania Settentrionale-Vestfalia |
| 155 | Euskirchen                 | 57.975      | Renania Settentrionale-Vestfalia |
| 156 | Francoforte sull'Oder      | 57.873      | Brandeburgo                      |
| 157 | Göppingen                  | 57.558      | Baden-Württemberg                |
| 158 | Hameln                     | 57.510      | Bassa Sassonia                   |
| 159 | Stolberg (Rhld)            | 56.792      | Renania Settentrionale-Vestfalia |
| 160 | Eschweiler                 | 56.385      | Renania Settentrionale-Vestfalia |
| 161 | Görlitz                    | 56.324      | Sassonia                         |
| 162 | Meerbusch                  | 56.189      | Renania Settentrionale-Vestfalia |
| 163 | Sankt Augustin             | 55.767      | Renania Settentrionale-Vestfalia |
| 164 | Hilden                     | 55.764      | Renania Settentrionale-Vestfalia |
| 165 | Waiblingen                 | 55.449      | Baden-Württemberg                |
| 166 | Baden-Baden                | 55.123      | Baden-Württemberg                |
| 167 | Hattingen                  | 54.562      | Renania Settentrionale-Vestfalia |
| 168 | Lingen (Ems)               | 54.422      | Bassa Sassonia                   |
| 169 | Bad Homburg vor der Höhe   | 54.248      | Assia                            |
| 170 | Langenhagen                | 54.244      | Bassa Sassonia                   |
| 171 | Bad Salzuflen              | 54.127      | Renania Settentrionale-Vestfalia |
| 172 | Pulheim                    | 54.071      | Renania Settentrionale-Vestfalia |
| 173 | Schweinfurt                | 54.032      | Baviera                          |
| 174 | Nordhorn                   | 53.403      | Bassa Sassonia                   |
| 175 | Neustadt an der Weinstraße | 53.148      | Renania-Palatinato               |
| 176 | Wetzlar                    | 52.954      | Assia                            |
| 177 | Menden (Sauerland)         | 52.912      | Renania Settentrionale-Vestfalia |
| 178 | Ahlen                      | 52.582      | Renania Settentrionale-Vestfalia |
| 179 | Frechen                    | 52.473      | Renania Settentrionale-Vestfalia |
| 180 | Passavia                   | 52.469      | Baviera                          |
| 181 | Wolfenbüttel               | 52.174      | Bassa Sassonia                   |
| 182 | Ibbenbüren                 | 51.904      | Renania Settentrionale-Vestfalia |
| 183 | Kleve                      | 51.845      | Renania Settentrionale-Vestfalia |
| 184 | Bad Kreuznach              | 50.948      | Renania-Palatinato               |
| 185 | Goslar                     | 50.753      | Bassa Sassonia                   |
| 186 | Gummersbach                | 50.688      | Renania Settentrionale-Vestfalia |
| 187 | Ravensburg                 | 50.623      | Baden-Württemberg                |
| 188 | Willich                    | 50.592      | Renania Settentrionale-Vestfalia |
| 189 | Spira                      | 50.378      | Renania-Palatinato               |
| 190 | Emden                      | 50.195      | Bassa Sassonia                   |
| 191 | Böblingen                  | 50.155      | Baden-Württemberg                |